# Estrategias de apareamiento humano

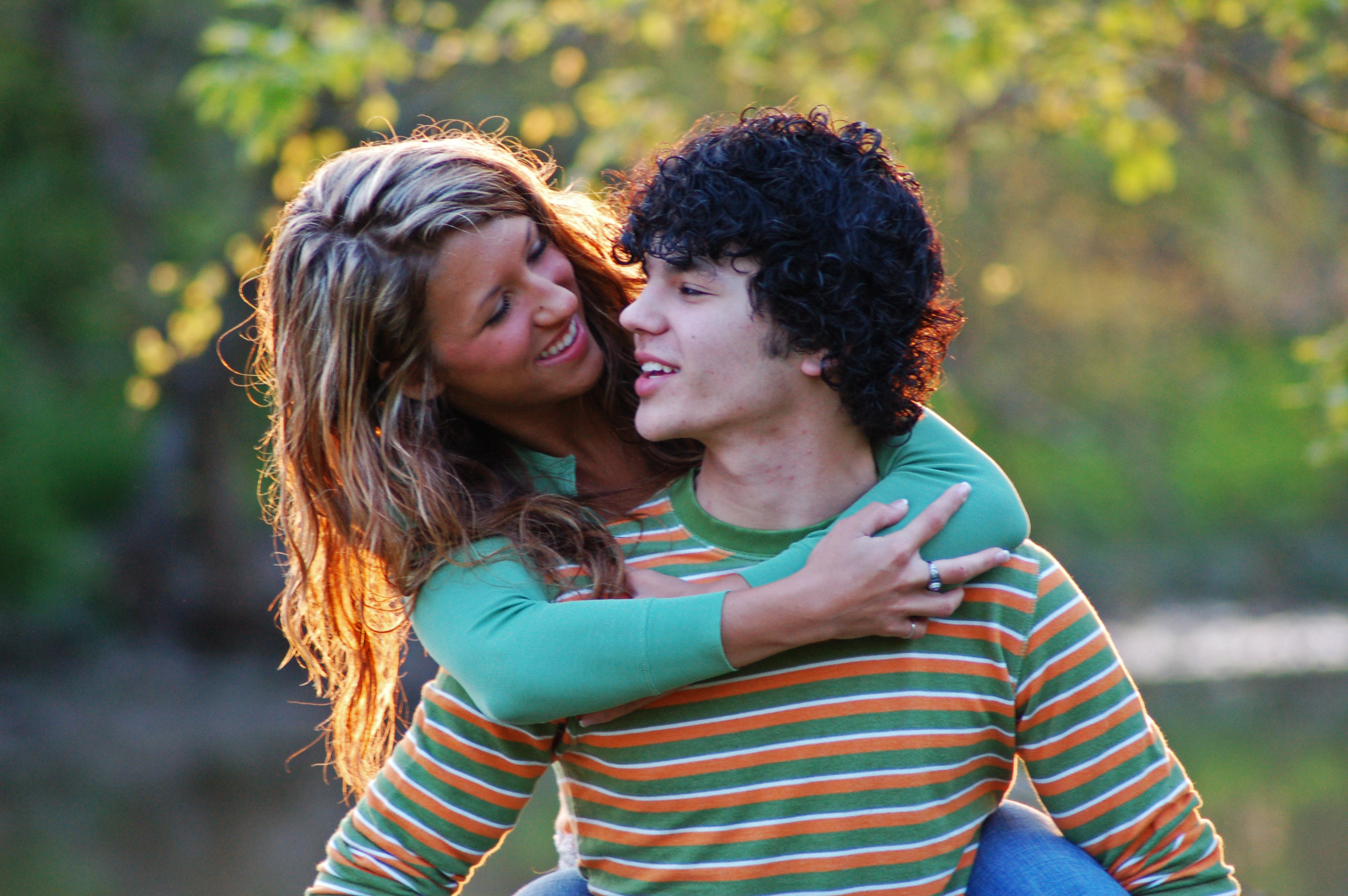
Una pareja humana.

En psicología evolutiva y ecología del comportamiento, las estrategias de apareamiento humano son un conjunto de comportamientos utilizados por los individuos para seleccionar, atraer y retener parejas. Estas estrategias se complementan con las estrategias reproductivas, que abarcan un conjunto más amplio de comportamientos relacionados con el momento de la reproducción y el equilibrio entre la cantidad y la calidad de la descendencia.
En comparación con otras especies, las estrategias de apareamiento humano son únicas por su relación con variables culturales, como la institución del matrimonio. Los humanos pueden buscar individuos con la intención de formar una relación íntima a largo plazo, matrimonio, una relación casual o una amistad. El deseo humano de compañerismo es uno de los impulsos más fuertes de la naturaleza humana, siendo una característica innata que puede estar relacionada con el instinto sexual. El proceso de apareamiento humano abarca los procesos sociales y culturales mediante los cuales una persona conoce a otra para evaluar su compatibilidad, el proceso de cortejo y la formación de una relación interpersonal. Sin embargo, existen similitudes entre humanos y animales en el comportamiento de apareamiento, como en el caso del comportamiento sexual animal en general y el apareamiento selectivo en particular.

## Contexto teórico

### Inversión parental

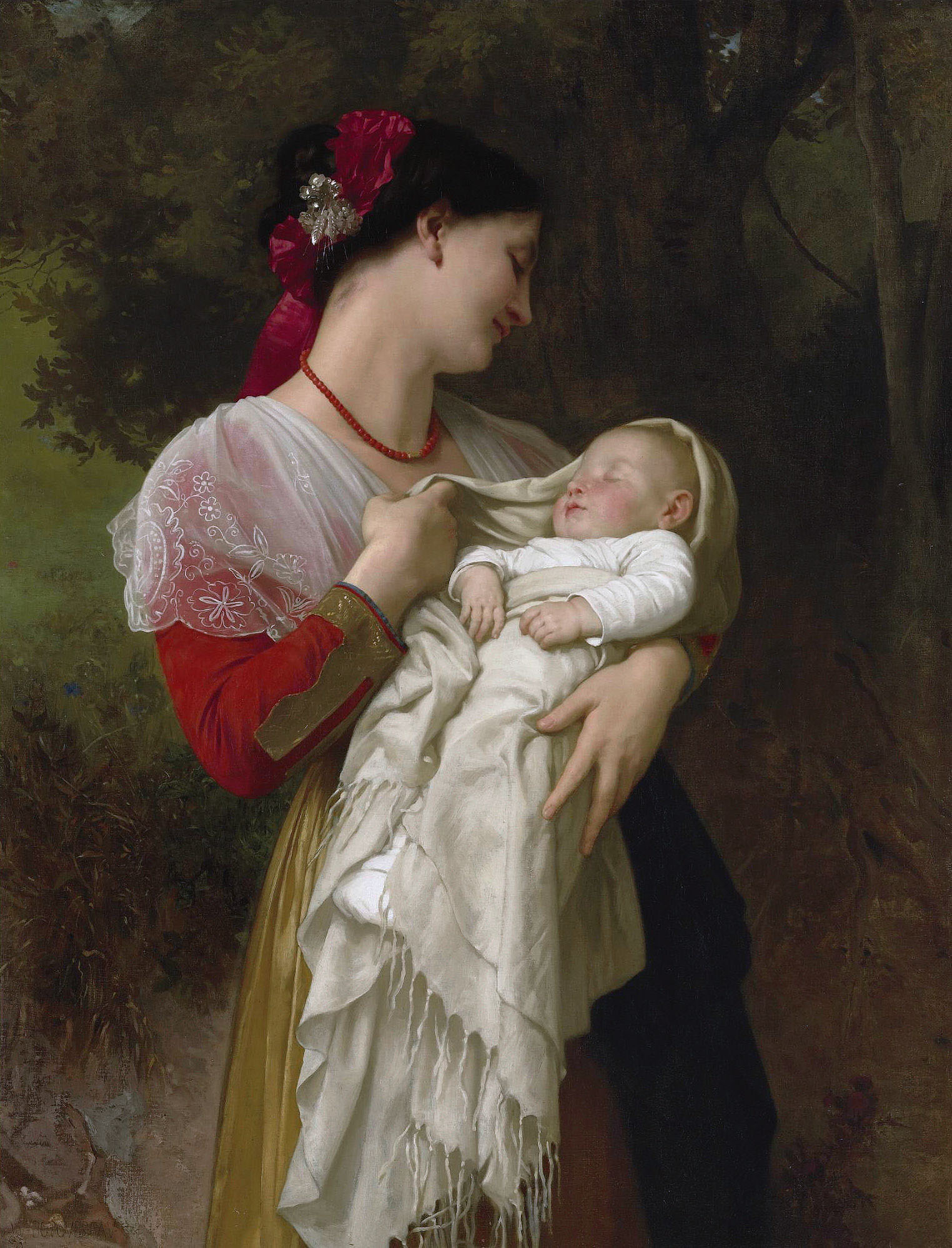
Maternal Admiration (1869) por William-Adolphe Bouguereau. Las hembras tienen una mayor inversión mínima en la descendencia que los machos.

La investigación sobre las estrategias de apareamiento humano está guiada por la teoría de la selección sexual y en particular, por el concepto de inversión parental de Robert Trivers. Trivers definió la inversión parental como "cualquier inversión del progenitor en una descendencia individual que aumente las posibilidades de supervivencia de la descendencia y por tanto el éxito reproductivo a costa de la capacidad del progenitor para invertir en otras descendencias". El apoyo brindado a cada descendiente suele diferir entre el padre y la madre. Trivers postuló que es la inversión parental diferencial entre machos y hembras la que impulsa el proceso de selección sexual, lo que lleva a la evolución del dimorfismo sexual en la elección de pareja, la capacidad competitiva y las exhibiciones de cortejo (véase caracteres sexuales secundarios). 
La inversión parental mínima es el cuidado mínimo requerido para una reproducción exitosa. En los humanos, las hembras tienen una inversión parental mínima más alta, ya que deben invertir en la fertilización interna, la placentación y la gestación, seguidas del parto y la lactancia. Aunque los machos humanos también pueden invertir significativamente en su descendencia, su inversión parental mínima sigue siendo menor que la de las hembras.
Este concepto también puede analizarse desde una perspectiva económica en términos de los costos de participar en relaciones sexuales. Las hembras incurren en mayores costos, ya que enfrentan la posibilidad de quedar embarazadas, entre otros; por el contrario, los machos tienen costos mínimos comparativos al tener un encuentro sexual, por lo tanto, los psicólogos evolutivos han predicho varias diferencias sexuales en las psicologías de apareamiento humano.
Las mujeres tienden a apreciar a los hombres caballerosos, aunque sean patriarcales con ellas. Es probable que dependan más de ellos, que limiten sus propias ambiciones y que se sometan a ellos, como es más probable que esos hombres inviertan en ellas y en sus hijos, tiene sentido evolutivo que las mujeres se sientan atraídas por ese tipo de hombres.

### Estrategias de historia de vida
La teoría de la historia de vida ayuda a explicar las diferencias en el momento de las relaciones sexuales, la cantidad de parejas sexuales y la inversión parental. Según esta teoría, los organismos tienen un suministro limitado de energía, que utilizan para desarrollar sus cuerpos, esta energía se distribuye en un espectro teórico de cómo los organismos priorizan su uso, en un extremo del espectro, el organismo prioriza acelerar el desarrollo físico y alcanzar la madurez sexual rápidamente, lo que se denomina estrategia "rápida"; los organismos que implementan esta estrategia buscan tener relaciones sexuales antes, múltiples parejas y dedicar menos energía a su descendencia; en el otro extremo del espectro está la estrategia "lenta", en la que los organismos priorizan el desarrollo físico, buscan relaciones sexuales más tarde, tienen menos parejas e invierten más en su descendencia.
Por lo general, las estrategias rápidas se desarrollan en poblaciones que son seleccionadas-r (donde r es el valor intrínseco máximo de aumento natural) y las estrategias lentas se desarrollan en poblaciones seleccionadas según el modelo K (donde K es la capacidad de carga de la población, es decir, cuántos individuos puede soportar su entorno). Las especies seleccionadas r tienden a reproducirse más rápido, ser especialistas y más pequeñas. Las especies seleccionadas K se reproducen menos a lo largo de su vida, pero los individuos viven más tiempo, son más grandes y tienden a ser generalistas. Las especies existen en un continuo r-K, en lugar de ser exclusivamente una u otra. Los humanos se consideran una especie seleccionada K, lo que significa que, en general, persiguen estrategias "lentas" en comparación con otras especies.
Las características de la historia de vida incluyen la edad de madurez sexual, el período de gestación, el peso al nacer, tamaño de la camada, las tasas de crecimiento postnatal, duración de la lactancia materna, el espaciamiento entre nacimientos, duración de la dependencia juvenil, el nivel de inversión parental, el tamaño corporal adulto y la longevidad; la variación en estos rasgos entre individuos, según la teoría de la historia de vida, se debe a la homeostasis, la reproducción y el crecimiento. Por ejemplo, si una especie dedica más recursos a la reproducción que al crecimiento físico, la edad en la que alcanza la madurez sexual será menor que en una especie que dedica más energía al crecimiento físico.
Estas estrategias son inconscientes y ayudan a aumentar el éxito reproductivo del organismo en un entorno dado. Los entornos de la infancia temprana pueden influir en qué estrategia persigue una persona inconscientemente. En un entorno hostil, el riesgo y la imprevisibilidad aumentan, por lo que la supervivencia es una prioridad más alta. Es más probable que las poblaciones que viven en entornos hostiles persigan una estrategia "rápida" para alcanzar la madurez y reproducirse rápidamente. En entornos menos arriesgados, las poblaciones son más propensas a perseguir una estrategia "lenta" para desarrollarse físicamente primero y luego reproducirse. Este concepto también se ha aplicado a los humanos, aunque hay diferencias en la aplicación de las estrategias de historia de vida tanto entre especies como dentro de ellas.

### Desafíos al aplicar estrategias de historia de vida a humanos
La dicotomía entre estrategias de apareamiento "rápidas" y "lentas" aplicada a humanos puede ser engañosa. Quienes persiguen estrategias "rápidas" pueden enfrentar críticas en forma de desprecio intercultural o críticas éticas y/o religiosas. Por ejemplo, en sociedades que retratan a las mujeres como más propensas a perseguir estrategias lentas, el comportamiento sexual femenino puede ser tabú.
La "teoría de la aceleración psicosocial", se refiere a las predicciones sobre el desarrollo humano de estrategias "rápidas" o "lentas" según las experiencias de los individuos en su entorno durante la infancia. Predice que las personas nacidas en entornos más hostiles, donde tienen menos control sobre las amenazas a su alrededor, son más propensas a alcanzar la madurez sexual más rápido y a reproducirse antes, debido a la plasticidad fenotípica (señales externas que provocan cambios en la fisiología y el comportamiento). Los psicólogos evolutivos utilizan tres parámetros para describir los entornos que predicen qué estrategia vital elegirán las personas, estas son la disponibilidad de recursos, la dureza y la imprevisibilidad. La hostilidad y la imprevisibilidad entran en juego cuando la disponibilidad de recursos está satisfecha, porque sin recursos, los individuos tienen pocas oportunidades para madurar y reproducirse, por ejemplo, en humanos, la baja disponibilidad de recursos podría referirse a la inseguridad alimentaria y la imprevisibilidad podría referirse a mudanzas frecuentes o cambios de escuela. Fumar, un estado de salud deficiente y un bajo cuidado personal son rasgos que se han demostrado correlacionados con experiencias sexuales más tempranas, nacimientos más tempranos y más parejas sexuales a corto plazo; aunque los psicólogos describen estos rasgos como una "cascada", en la que un conjunto de experiencias y rasgos de la infancia afectan el comportamiento sexual posterior de manera específica y agrupada, los estudios muestran que las consecuencias sexuales pueden variar entre culturas y clases y podrían no estar tan linealmente relacionadas con las experiencias de la infancia como se ha asumido.
Las teorías de la historia de vida humana en psicología se centran en elecciones conductuales como la elección de pareja y el esfuerzo parental (véase Antropología evolutiva), mientras que en la ecología evolutiva, se centran en la asignación de energía para maximizar el éxito y la reproducción.
Varios estudios cuestionan la aplicación psicológica de las teorías de la historia de vida en humanos. Por ejemplo, se ha encontrado que la mortalidad extrínseca (la hostilidad del entorno de un individuo) no afecta directamente si las personas adoptan una estrategia rápida o lenta. La razón por la que la mortalidad extrínseca parece hacerlo es que aumenta la competencia dentro de las poblaciones, es más preciso decir que los entornos hostiles crean situaciones de alta competencia, en las que las personas son más propensas a adoptar estrategias rápidas para maximizar sus posibilidades de reproducción, que decir que los individuos en entornos hostiles adoptan estrategias rápidas porque de lo contrario morirían antes de reproducirse.
Otro estudio que cuestionaba la teoría del ciclo vital en humanos era un metaanálisis de estudios sobre el ritmo vital. La hipótesis del síndrome del ritmo de vida relaciona los factores ambientales (entornos imprevisibles, alta depredación, entre otros) con el comportamiento (apareamiento más temprano, más parejas sexuales, entre otros), creando así un vínculo entre el comportamiento, el fenotipo y el medio ambiente. Sin embargo, el análisis sugirió que los estudios sobre el ritmo de vida tenían pocos hallazgos significativos respecto a las diferencias entre individuos debido al entorno, esto significa que el vínculo entre los individuos que experimentan entornos difíciles durante su crecimiento y su comportamiento sexual posterior puede ser tenue o estar demasiado contaminado por variables confusas para ser rastreado.
Las ciencias del comportamiento, en general, podrían no ser un buen marco para considerar la teoría de la historia de vida. La teoría biológica de la historia de vida se basa en los compromisos entre el gasto de energía y los beneficios de la reproducción, estos compromisos son difíciles de medir en humanos debido a la incapacidad de determinar compromisos entre individuos fenotípicamente diferentes, modelos pobres para los compromisos y una dependencia del inversión aloparental. Se ha propuesto que la teoría de la historia de vida en humanos podría hacerse más útil al considerar el principio de preferencias temporales compartido entre la biología evolutiva y la psicología, reconociendo que los individuos valorarán sus activos más en el presente que en el futuro. Los individuos que colocan una "tasa de descuento" más alta en sus habilidades reproductivas o las ven como mucho más valiosas ahora que más tarde, son más propensos a aparearse antes y perseguir estrategias rápidas.

## Similitudes entre sexos

### Apareamiento selectivo
El apareamiento humano es intrínsecamente no aleatorio. A pesar del dicho común "los opuestos se atraen", los humanos generalmente prefieren parejas que compartan rasgos iguales o similares, como la genética, fenotipos cuantitativos como la altura o el índice de masa corporal, pigmentación de la piel, nivel de atractivo físico, riesgo de enfermedades, incluyendo cánceres y trastornos mentales, raza o etnia, rasgos faciales, factores socioeconómicos como el nivel de ingresos potencial y el prestigio profesional, antecedentes culturales, valores morales, creencias religiosas, orientación política, rasgos de personalidad percibidos, como la concienciación o la extraversión, características conductuales como el nivel de generosidad o la propensión al alcoholismo, nivel educativo, e IQ o inteligencia general. Además, en el pasado era más común el matrimonio entre personas de distinto estatus, por lo que las mujeres solían buscar hombres de alto estatus (hipergamia), señal de acceso a recursos; en cambio, los hombres solían estar dispuestos a casarse con mujeres de un nivel socioeconómico inferior (hipogamia) si la mujer era joven, atractiva y poseía habilidades domésticas (indicadores de fertilidad). En el mundo moderno, las personas tienden a desear hijos bien educados e inteligentes; este objetivo se logra mejor casándose con personas brillantes con altos ingresos, lo que resulta en la intensificación del apareamiento selectivo económico. De hecho, los padres mejor educados tienden a tener hijos que no solo están bien educados, sino también saludables y exitosos, por este motivo, a la hora de juzgar el valor de una pareja potencial, es habitual que tenga en cuenta el dominio de la gramática de la otra persona, un indicador del estatus socioeconómico del nivel educativo, la calidad de los dientes que son indicadores de salud y edad, incluso la confianza en uno mismo, ya que refleja estabilidad psicológica. Además, la brecha de edad entre las parejas también ha disminuido. En otras palabras, hombres y mujeres se han vuelto más simétricos en los rasgos socioeconómicos que desean en una pareja. Entre los rasgos mencionados, las correlaciones en edad, raza o etnia, religión, nivel educativo e inteligencia entre los cónyuges son las más pronunciadas, mientras que la altura es uno de los rasgos más heredables, con las parejas compartiendo el 89% de las variaciones genéticas que afectan la preferencia por la altura.
No es raro que las parejas se parezcan, como si estuvieran emparentadas. Además del apareamiento selectivo, algunas personas se sienten inconscientemente atraídas por sus propios rostros o prefieren rostros de apariencia familiar para facilitar el procesamiento cognitivo. Las personas que están emocionalmente cercanas a sus padres del sexo opuesto pueden ser propensas a seleccionar, sin saberlo, parejas que se asemejan a dichos padres, quienes sirvieron como modelos de lo que debería ser una pareja deseable, un fenómeno llamado impronta sexual.
La escuela secundaria pública es la última vez que personas de diversos orígenes se agrupan en el mismo entorno, después de eso, comienzan a clasificarse por diversas medidas de selección social. Entre aquellos que se casan tarde (en relación con el momento en que terminaron la escuela), el estatus socioeconómico es especialmente importante. En sociedades donde el número de mujeres altamente educadas y orientadas a la carrera está aumentando, el papel del estatus socioeconómico probablemente será aún más importante en el futuro. Estas mujeres generalmente no eligen aparearse con hombres que tengan menos logros ocupacionales y educativos que ellas, por esta razón, en sociedades donde superan en número a los hombres, la competencia por hombres de alta calidad se ha intensificado; esta tendencia surgió primero en Europa y América del Norte, pero se ha extendido a otros lugares.

Prevalencia de matrimonios consanguíneos (primos segundos o más cercanos) por país.

El apareamiento selectivo positivo aumenta las posibilidades de que un rasgo determinado se transmita a la descendencia de la pareja, fortalece el vínculo entre los padres, e incrementa la similitud genética entre los miembros de la familia, con lo que aumenta el altruismo dentro del grupo y la aptitud inclusiva. Que los dos miembros de la pareja sean culturalmente compatibles reduce la incertidumbre en las elecciones de estilo de vida y asegura apoyo social. En algunos casos, la homogamia también puede aumentar la fertilidad de la pareja y el número de descendientes que sobreviven hasta la edad adulta. Por otro lado, existe una presión evolutiva contra el apareamiento con personas genéticamente demasiado similares, como los miembros de la misma familia nuclear. Además, los hijos nacidos de padres que son primos tienen un mayor riesgo de trastornos genéticos autosómicos recesivos y este riesgo es mayor en poblaciones que ya son altamente homogéneas étnicamente. Los hijos de primos más lejanamente relacionados tienen menos riesgo de estos trastornos, aunque aún mayor que la población promedio. Por lo tanto, los humanos tienden a maximizar la similitud genética de sus parejas mientras evitan un exceso de endogamia o incesto. Los matrimonios entre primos hermanos son hoy en día raros y, de hecho, están prohibidos en varias jurisdicciones a nivel mundial. En general, los humanos parecen preferir parejas que son el equivalente a primos de segundo grado o de mayor paridad. Los análisis genéticos sugieren que la correlación genómica entre cónyuges es comparable a la de primos segundos. En el pasado, de hecho, había cierta conciencia de los peligros de la endogamia, como se puede ver en las prohibiciones legales en algunas sociedades, mientras que en la era actual, una mejor infraestructura de transporte hace que sea menos probable que ocurra, además, el transporte moderno ha disminuido la propincuidad residencial como factor en el apareamiento selectivo. Pero los antropólogos culturales han señalado que la evitación de la endogamia no puede ser la única base para el tabú del incesto porque los límites de la prohibición del incesto varían ampliamente entre culturas y no necesariamente de manera que maximicen la evitación de la endogamia. Un estudio indicó que entre 1800 y 1965 en Islandia, se produjeron más hijos y nietos de matrimonios entre primos terceros o cuartos (personas con bisabuelos o tatarabuelos comunes) que de otros grados de consanguinidad.
Aunque el apareamiento selectivo humano suele ser positivo, en el caso del complejo mayor de histocompatibilidad (MHC) en el cromosoma 6, los humanos tienden a sentirse más atraídos por aquellos que son genéticamente diferentes en esta región, juzgando por sus olores; esto promueve la heterogeneidad del MHC en su descendencia, haciéndolos más resistentes a los patógenos. Otro ejemplo de apareamiento selectivo negativo es entre personas con rasgos ligados a altos niveles de testosterona, como el pensamiento analítico y la habilidad espacial y aquellos rasgos debido a altos niveles de estrógeno como empatía y habilidades sociales, generalmente se encuentran mutuamente atractivos.
El apareamiento selectivo se debe en parte a efectos sociales, así como las personas religiosas tienen más probabilidades de conocer a sus posibles parejas en sus lugares de culto, mientras que las personas altamente educadas suelen conocer a sus futuros cónyuges en instituciones de educación superior. Sin embargo, puede tener un impacto cuantitativamente discernible en el genoma humano y como tal, tiene implicaciones para la evolución humana incluso en presencia de estratificación poblacional. La pleiotropía o el fenómeno en el que un solo gen puede influir en múltiples rasgos y el apareamiento selectivo son responsables de las correlaciones entre algunos rasgos seleccionados sexualmente en humanos, como la altura y el IQ, que están débilmente correlacionados positivamente. En una economía basada en el conocimiento, el apareamiento selectivo educativo y socioeconómico contribuye al crecimiento de la desigualdad de ingresos en los hogares, ya que los padres con mayores ingresos y niveles de educación tienden a invertir más en su descendencia, dándoles una ventaja más adelante en la vida.

### Citas

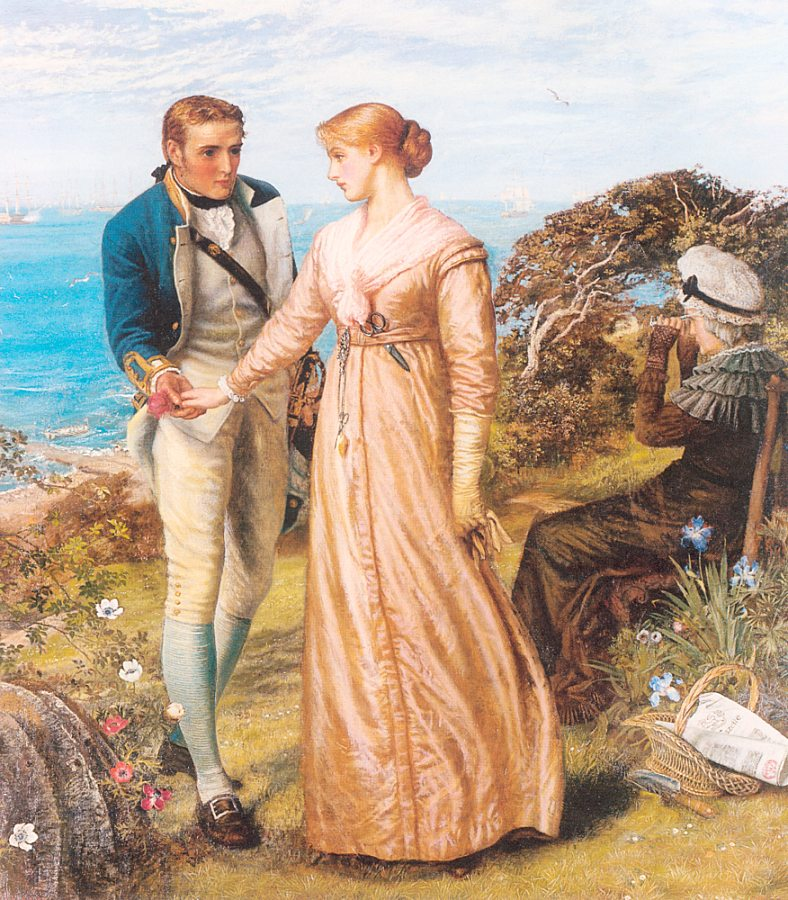
The Sailing Signal Gun (1880) por Arthur Hughes. Los humanos participan en citas o cortejo para evaluar su idoneidad como posibles parejas.

Las personas tienen citas para evaluar la idoneidad del otro como compañero en una relación íntima o como cónyuge. Las reglas de las citas pueden variar entre diferentes culturas y algunas sociedades pueden incluso reemplazar el proceso de citas por un cortejo.

### Dobles estándares e infidelidad
Tanto hombres como mujeres aplican un conjunto de estándares para sí mismos y otro para sus parejas. En particular, lo que cuenta como contacto sexual es diferente dependiendo de la persona que realiza el acto, uno mismo o su pareja. Si es la persona en cuestión quien lo hace, es menos probable que lo considere infidelidad en comparación con cuando lo hace su pareja, sin embargo, las mujeres tienen más probabilidades que los hombres de ser juzgadas severamente por su promiscuidad, incluso en las sociedades modernas más igualitarias en términos de género, como Noruega. De hecho, las mujeres son las más agresivas en avergonzar a otras mujeres por ser promiscuas.

### Coqueteo
Para establecer vínculos o expresar interés sexual, las personas coquetean. La antropóloga social Kate Fox postula dos tipos principales de coqueteo: coqueteo por diversión y coqueteo con intención. El coqueteo por diversión puede ocurrir entre amigos, compañeros de trabajo o completos extraños que desean conocerse, este tipo de coqueteo no busca relaciones sexuales ni románticas, pero fortalece los lazos entre dos personas.
Mientras que el coqueteo con intención juega un papel en la selección de pareja, la persona que coquetea envía señales de disponibilidad sexual a otra, esperando ver el interés correspondido para fomentar un coqueteo continuado, este puede involucrar señales no verbales, como intercambio de miradas, contacto con las manos, tocar el cabello o señales verbales, como charlar, comentarios halagadores y el intercambio de números de teléfono para permitir un contacto posterior.

### Besos
Aunque los besos parentales fueron comunes a lo largo de la historia humana, los besos románticos o sexualesno eran universales. La evidencia histórica sugiere que esta práctica surgió independientemente en diferentes sociedades complejas o estratificadas, como India, Mesopotamia y Egipto durante la Edad del Bronce, pero no necesariamente se extendió a otros lugares. Los besos también son más frecuentes en los países con climas más fríos. Al igual que en otros primates, los humanos se besan para determinar la idoneidad de la pareja y mejorar la reproducción.

### Emparejamiento
Históricamente, una de las funciones de la familia era seleccionar cónyuges del sexo opuesto pero de la misma raza o etnia y religión para los hijos. En muchas tradiciones culturales, una cita puede ser organizada por un tercero, que puede ser un miembro de la familia, un conocido o un emparejador profesional, dicho emparejador podría ser un líder religioso en una comunidad donde la asistencia religiosa es común. En algunas culturas, un matrimonio puede ser arreglado por los padres de la pareja o por una tercera parte externa. Algunos países, como la India, tienen matrimonios concertados, mientras que otros, como Estados Unidos, los consideran inaceptables. Desde la década de los 2000, las citas por internet (una nueva forma de emparejamiento) han ganado una popularidad creciente.

## Diferencias entre sexos

### Apareamiento a corto y largo plazo
Debido a la inversión parental diferencial, el sexo que invierte menos debería mostrar una mayor competitividad intrasexual, esto se debe a que pueden invertir menos en cada descendiente y por lo tanto, pueden reproducirse con mayor frecuencia, lo que les permite competir por más parejas. Además, el sexo que invierte más debería ser más selectivo con su pareja, dado que tienen una inversión parental mínima más alta, enfrentan mayores costos con cada encuentro sexual, los cuales llevan a tener estándares de selección más altos y por lo tanto, son más selectivos.
En los humanos, las hembras tienen la mayor inversión parental biológica obligatoria, en el apareamiento a corto plazo, las hembras son más selectivas ya que tienen la mayor inversión parental. En el apareamiento a largo plazo, hombres y mujeres son igualmente selectivos ya que tienen la misma cantidad de inversión parental. Por lo tanto, la competencia intrasexual y la selectividad de hombres y mujeres son igualmente altas en el apareamiento a largo plazo, pero no en el apareamiento a corto plazo.

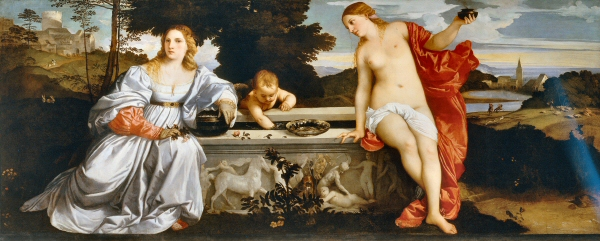
Sacred and Profane Love (1514) por Titian. Los hombres persiguen diferentes tipos de mujeres dependiendo de si desean una pareja a corto o largo plazo.

Dado que los machos tienen la menor inversión parental obligatoria, deberían perseguir una estrategia de apareamiento a corto plazo con mayor frecuencia que las hembras. El apareamiento a corto plazo se caracteriza por relaciones sexuales casuales, de bajo compromiso, con muchas parejas que no duran mucho tiempo, además, los machos se benefician más del apareamiento a corto plazo que las hembras. Debido a que los machos generalmente persiguen estrategias de apareamiento a corto plazo, su éxito reproductivo general es mayor que el de las hembras, aunque también es más variable, esto significa que los machos pueden tener más descendientes en promedio, pero solo unos pocos machos logran tener un número muy grande de descendientes. Debido a esta estrategia de apareamiento a corto plazo, los machos tienen un mayor deseo de variedad sexual, necesitan menos tiempo para consentir el coito y buscan parejas a corto plazo más que las hembras.
Sin embargo, las hembras también persiguen parejas a corto plazo, pero las motivaciones difieren de las de los machos. Las hembras pueden beneficiarse del apareamiento a corto plazo de numerosas maneras; en primer lugar, permite una rápida extracción de recursos. En una situación de estrés, las mujeres pueden beneficiarse de la protección de un macho y el apareamiento a corto plazo es una forma de conseguirlo, como se observa en estudios antropológicos contemporáneos sobre solicitantes de asilo.
Una hipótesis prominente es que las mujeres de la antigüedad se involucraron selectivamente en el apareamiento a corto plazo con hombres capaces de transmitir beneficios genéticos a su descendencia, como salud, resistencia a enfermedades o atractivo (véase la hipótesis del hijo sexy). Dado que las mujeres no pueden inspeccionar directamente los genes de los hombres, podrían haber evolucionado para inferir la calidad genética a partir de ciertas características observables (véanse los rasgos indicadores). Un candidato destacado para un indicador de "buenos genes" incluye la ausencia de asimetría fluctuante o el grado en que los hombres tienen una simetría corporal perfecta, otros candidatos incluyen rasgos faciales masculinos, dominancia conductual y un tono de voz bajo. Los psicólogos evolutivos han indicado que las mujeres que persiguen una estrategia de apareamiento a corto plazo tienen mayores preferencias por estos indicadores de buenos genes y los hombres que los poseen tienen más éxito en la persecución de estrategias de apareamiento a corto plazo que los hombres que no los tienen. De hecho, la investigación indica que el atractivo físico autopercibido, la ausencia de asimetría fluctuante, y un tono de voz bajo están positivamente relacionados con el éxito en el apareamiento a corto plazo en hombres, pero no en mujeres.
Por el contrario, el apareamiento a largo plazo está marcado por relaciones sexuales comprometidas y serias con relativamente pocas parejas, mientras que los machos generalmente persiguen una estrategia de apareamiento a corto plazo cuando es posible, las hembras típicamente persiguen una estrategia de apareamiento a largo plazo, que se caracteriza por cortejos prolongados, grandes inversiones y pocas parejas sexuales. Mientras persiguen una estrategia a largo plazo, las hembras pueden obtener recursos de los machos durante el transcurso de la relación. La psicología de apareamiento femenina generalmente se centra más en encontrar parejas de alta calidad en lugar de aumentar la cantidad de sus parejas, lo que se refleja en su persecución de una estrategia a largo plazo. Además, también se benefician de una mayor inversión parental por parte de los machos, se piensa que las mujeres buscan parejas a largo plazo con recursos como refugio y comida, que proporcionen ayuda y apoyen la supervivencia de la descendencia. Para lograr esto, se estima que las mujeres han evolucionado una sexualidad extendida. El beneficio clave para los machos que persiguen una estrategia a largo plazo es una mayor certeza parental, aun así, ambos sexos persiguen ambas estrategias y obtienen beneficios de ambas. Además, los humanos típicamente no persiguen los extremos de ninguna de las estrategias de apareamiento, ya sea a corto o largo plazo.
Es posible que las hembras sean más propensas a la depresión psicológica que los machos si están sujetas a la selección K. Debido a que las decisiones reproductivas de las mujeres conllevan más riesgos que las de los hombres, la depresión posparto podría ser una señal para las mujeres de que enfrentaron una mala oportunidad de inversión, lo que sería evolutivamente adaptativo. Del mismo modo, algunos investigadores han planteado la hipótesis de que la depresión posparto es más probable que ocurra en madres que están sufriendo un costo físico, para informarles que deben reducir o retirar la inversión en sus bebés. Además, hay alguna evidencia de que la depresión posparto podría funcionar como una estrategia de negociación, en la cual los padres que no recibían suficiente apoyo de sus parejas retiraban su inversión para obtener apoyo adicional. En apoyo de esto, Hagen encontró que la depresión posparto en un cónyuge estaba relacionada con mayores niveles de inversión en los hijos por parte del otro cónyuge.

### Valor de pareja

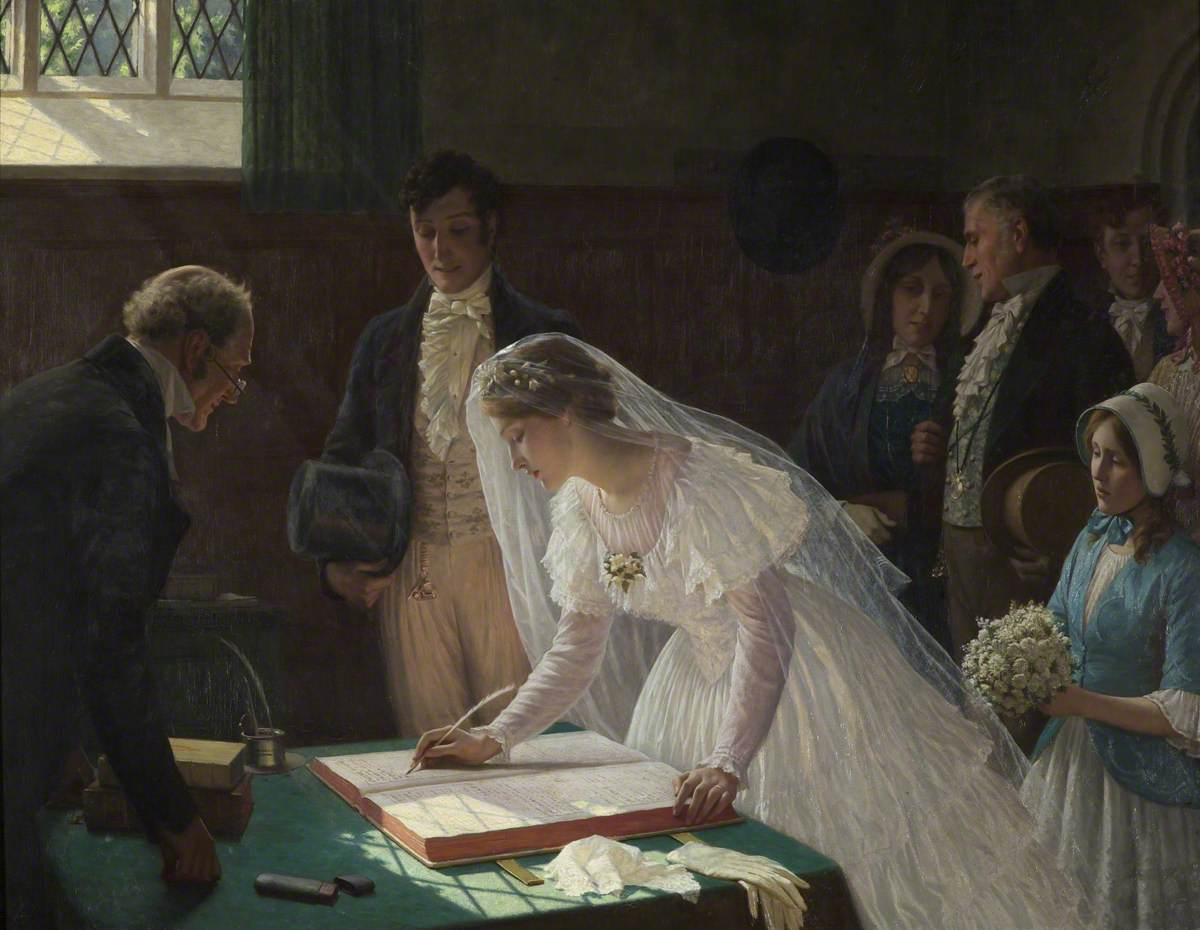
The Wedding Register (1920) de Edmund Blair Leighton. El valor de pareja masculino depende del acceso a recursos, mientras que el femenino radica en la juventud y la fertilidad.

El valor de pareja se refiere a la probabilidad de éxito reproductivo futuro de un individuo, este engloba la capacidad de un individuo para producir descendencia sana en el futuro, dependiendo de su edad y sexo. El valor de pareja de cada sexo está determinado por lo que el sexo opuesto desea en una pareja, de modo que el valor masculino es definido por los deseos femeninos y viceversa. A lo largo del tiempo, los individuos con mayor valor de pareja han tenido mayor éxito reproductivo. Estas cualidades que componen el valor de pareja evolucionaron hasta convertirse en lo que hoy se considera físicamente atractivo, por lo que los individuos con un valor de pareja alto son percibidos como más atractivos por el sexo opuesto que los que tienen un valor de pareja bajo. Además, quienes poseen un alto valor de pareja tienen mayor capacidad para ser más selectivos con sus parejas y reproducirse con mayor frecuencia que aquellos con un valor bajo. Debido a las diferencias biológicas entre los sexos, se predice que existen diferencias en lo que los sexos desean en una pareja, por lo que se cree que hay diferencias entre los valores de pareja masculinos y femeninos.
El valor de pareja se percibe a través de señales y pistas, estas señales son características seleccionadas evolutivamente porque generan cambios confiables en el comportamiento del receptor, lo que conduce a un mayor éxito reproductivo. Por otro lado, las pistas no han sido seleccionadas para transmitir significado, sino que son subproductos, aun así, con la selección sexual, las pistas pueden convertirse en señales con el tiempo. Las señales costosas requieren un esfuerzo intenso por parte del emisor; como requieren una gran inversión, suelen ser señales honestas de las cualidades genéticas subyacentes. No obstante, las señales que no son suficientemente costosas pueden ser falsificadas y por ende, no están asociadas con los beneficios subyacentes.
Los psicólogos evolutivos han predicho que los hombres generalmente valoran más la juventud y el atractivo físico en una pareja que las mujeres. La juventud está asociada con el valor reproductivo en las mujeres, ya que su capacidad para tener descendencia disminuye drásticamente con el tiempo en comparación con los hombres, por ello, los hombres suelen preferir parejas más jóvenes que ellos, salvo cuando están en la adolescencia. Las características que los hombres encuentran físicamente atractivas en las mujeres se cree que señalan salud y fertilidad, e incluyen la relación cintura-cadera y la curvatura. Aunque esto se observa en diversas culturas, hay diferencias respecto al ideal de la relación cintura-cadera, que oscila entre 15 cm en China, Sudamérica y algunas regiones de África y 20 cm en Camerún y entre la tribu Hadza de Tanzania. En Estados Unidos, se han observado preferencias divergentes entre afroamericanos y euroamericanos. También hay evidencia de variaciones a lo largo del tiempo, incluso dentro de una misma cultura o civilización. Por otro lado, se ha encontrado que la relación cintura-cadera de una madre antes del embarazo está correlacionada con la capacidad cognitiva de su hijo, ya que la grasa de cadera contiene ácidos grasos poliinsaturados de cadena larga, esenciales para el desarrollo del cerebro del feto.
Un factor que afecta la relación cintura-cadera de una mujer es su distribución de grasa ginoide, donde se almacena energía para el embarazo y el cuidado temprano del bebé, incluida la lactancia. Dicha relación alcanza su mínimo óptimo durante los períodos de máxima fertilidad, que son a finales de la adolescencia y principios de la edad adulta, antes de aumentar en etapas posteriores de la vida.

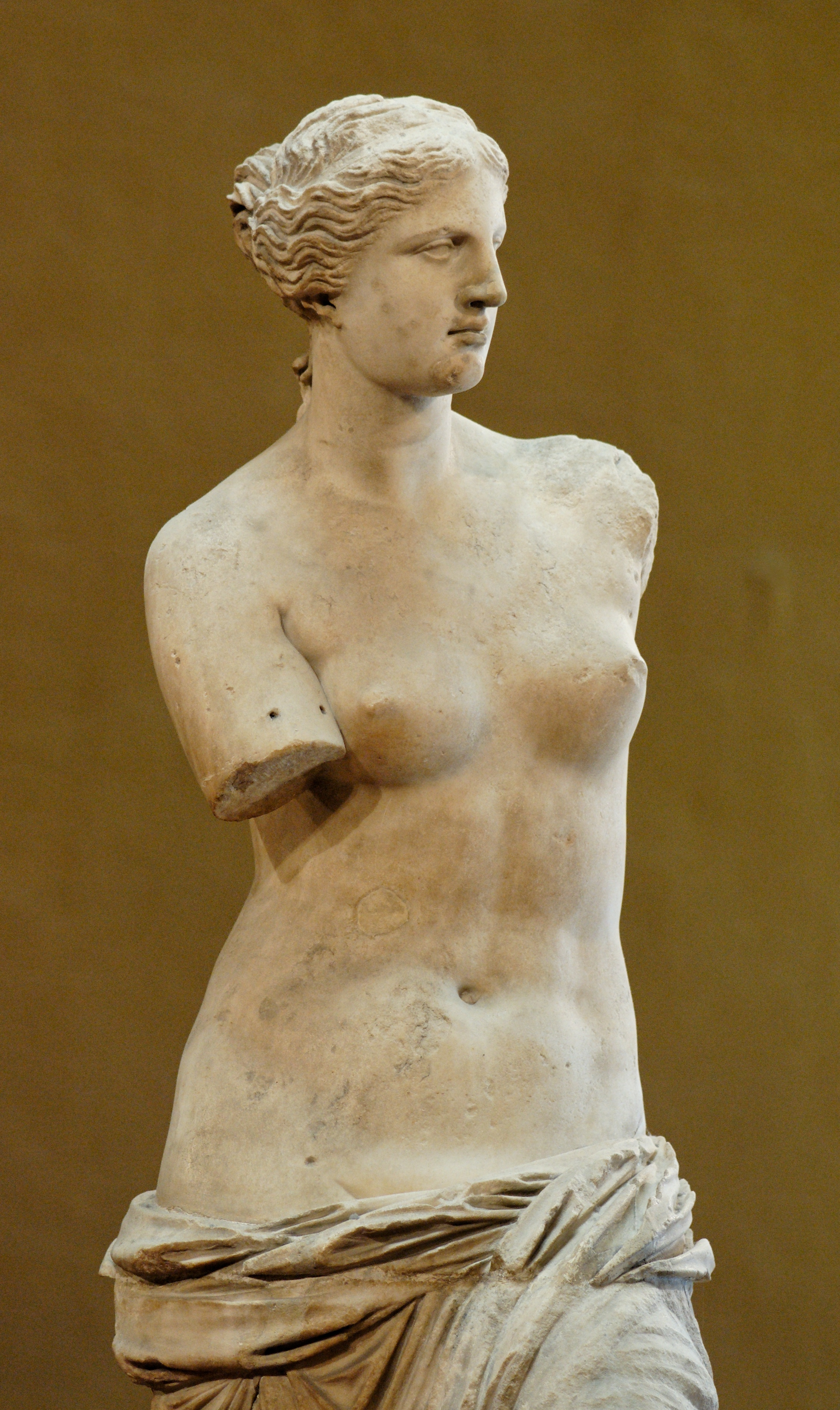
Venus de Milo en el Museo del Louvre tiene una relación cintura-cadera de 0.76.

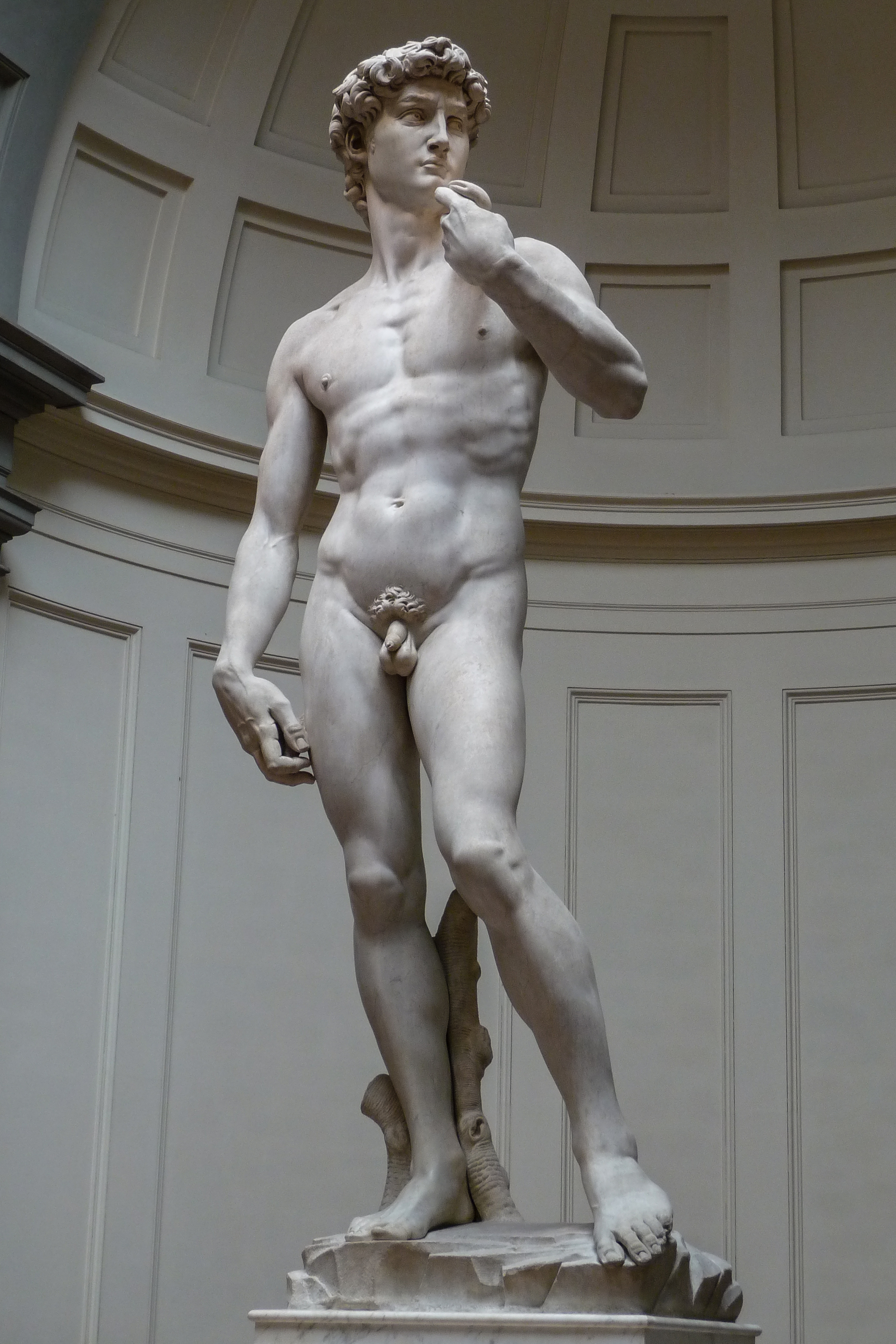
David de Miguel Ángel es considerado un símbolo de belleza y fuerza masculina juvenil.

Además, el atractivo físico señala calidad genética tanto en hombres como en mujeres. Los hombres que preferían aparearse con mujeres sanas, fértiles y de alto valor reproductivo habrían dejado más descendientes que aquellos que no lo hacían. Dado que el valor reproductivo masculino no disminuye tan abruptamente con la edad como el femenino, no se espera que las mujeres muestren una preferencia tan marcada por la juventud en una pareja.
Sin embargo, el valor de pareja masculino está parcialmente basado en su capacidad para adquirir recursos, esto se debe a que uno de los costos del embarazo es la capacidad limitada para obtener recursos por sí misma. Además, señala la capacidad del hombre para comprometerse e invertir en la mujer y su descendencia, la inversión de recursos masculinos aumenta la probabilidad de que la descendencia sobreviva y se reproduzca. Debido a esto, las mujeres suelen sentirse atraídas por hombres mayores, ya que es probable que tengan mayor capacidad para proporcionar recursos y un estatus social más alto. Los psicólogos evolutivos han especulado que las mujeres se sienten más atraídas por la ambición y el estatus social en una pareja porque asocian estas características con el acceso a recursos. Las mujeres que preferían aparearse con hombres capaces de invertir recursos en ellas y sus hijos, asegurando así la supervivencia de su descendencia, habrían dejado más descendientes que las que no lo hacían. El valor de pareja masculino también está determinado por su dominancia física y social, que son señales de genes de alta calidad. Además, las mujeres tienden a sentirse atraídas por hombres más altos que ellas y que exhiban un alto grado de simetría facial, dimorfismo facial masculino, fuerza en la parte superior del cuerpo, hombros anchos, una cintura relativamente estrecha y un torso en forma de V.
El olor corporal, que contiene feromonas, es otro criterio crucial para evaluar la idoneidad de una pareja. En los humanos, algunos receptores olfativos están directamente conectados con las partes del cerebro que controlan el comportamiento reproductivo. Los hombres pueden detectar la excitación sexual de las mujeres a través del olfato y el olor de una mujer puede aumentar el nivel de excitación de un hombre.

### Deseo sexual
La teoría de la selección sexual sostiene que, debido a su menor inversión parental mínima, los hombres pueden lograr un mayor éxito reproductivo al aparearse con múltiples mujeres que las mujeres al aparearse con múltiples hombres. Por ello, los psicólogos evolutivos argumentan que los hombres de la antigüedad que deseaban múltiples parejas sexuales a corto plazo, en la medida en que podían atraerlas, habrían dejado más descendientes que aquellos sin tal deseo. Las mujeres de la antigüedad, por el contrario, habrían maximizado el éxito reproductivo no al aparearse con tantos hombres como fuera posible, sino al seleccionar cuidadosamente a aquellos más capaces y dispuestos a invertir recursos en su descendencia. Gradualmente, en un esfuerzo por competir por recursos de hombres potenciales, las mujeres han evolucionado para mostrar sexualidad extendida.
Un estudio clásico realizado en la Universidad Estatal de Florida encontró que, entre 96 sujetos seleccionados por su atractivo, abordados en el campus por confederados del sexo opuesto y preguntados si querían "ir a la cama" con él/ella, el 75% de los hombres dijo sí, mientras que el 0% de las mujeres lo hizo. También hay evidencia de que a través de las culturas, los hombres reportan una mayor apertura al sexo casual, un mayor número deseado de parejas sexuales y un mayor deseo de tener sexo más pronto en una relación. Estas diferencias de género han demostrado ser consistentes en varios estudios y metodologías. Sin embargo, hay cierta controversia sobre el alcance e interpretación de estas diferencias de género.
La investigación evolutiva a menudo indica que los hombres tienen un fuerte deseo de sexo casual, a diferencia de las mujeres. Los hombres suelen ser representados como deseosos de numerosas parejas sexuales femeninas para maximizar el éxito reproductivo. Los mecanismos evolutivos para el apareamiento a corto plazo son evidentes hoy en día. Los comportamientos de custodia de pareja y los celos sexuales apuntan a una historia evolutiva en la que las relaciones sexuales con múltiples parejas se convirtieron en un problema adaptativo recurrente, mientras que la disposición de los hombres modernos a tener sexo con desconocidas atractivas y la prevalencia de aventuras extramatrimoniales en frecuencias similares a través de las culturas, son evidencia de un antepasado en el que se adoptaron estrategias de apareamiento poligámicas.
Flanagan y Cardwell argumentan que los hombres no podrían perseguir esta ideología sin mujeres dispuestas, ya que cada vez que un hombre tiene una nueva pareja sexual, la mujer también tiene una nueva. Por lo tanto, se ha propuesto que el sexo casual y numerosas parejas sexuales también pueden conferir algún beneficio a las mujeres, como producir una descendencia más genéticamente diversa, lo que aumentaría las posibilidades de criar exitosamente a los hijos hasta la adolescencia o la independencia.
La teoría de la gestión del error afirma que los procesos psicológicos deben estar sesgados para minimizar los costos de hacer juicios y tomar decisiones incorrectas. Dado que los machos suelen seguir una estrategia de apareamiento a corto plazo, el costo de no tener relaciones sexuales es mayor que el de tenerlas. Por lo tanto, el costo de que un hombre piense que una mujer no desea tener relaciones sexuales cuando en realidad sí lo desea, es mayor que el de percibir que una mujer sí desea tener relaciones sexuales cuando en realidad no lo desea. Por el contrario, dado que las mujeres suelen seguir una estrategia a largo plazo, el costo de mantener relaciones sexuales es mayor que el de no mantenerlas. Por ello, el coste para una mujer de percibir que un hombre quiere invertir cuando en realidad no quiere es mayor que el de percibir que un hombre no quiere invertir cuando en realidad sí que quiere hacerlo. Debido a estos costos, los hombres y las mujeres han desarrollado mecanismos psicológicos separados donde los hombres sobreperciben el deseo sexual femenino y las mujeres subperciben el compromiso masculino. Sin embargo, los hombres perciben con precisión el compromiso femenino y las mujeres perciben con precisión los intereses sexuales masculinos.

### Retención de pareja

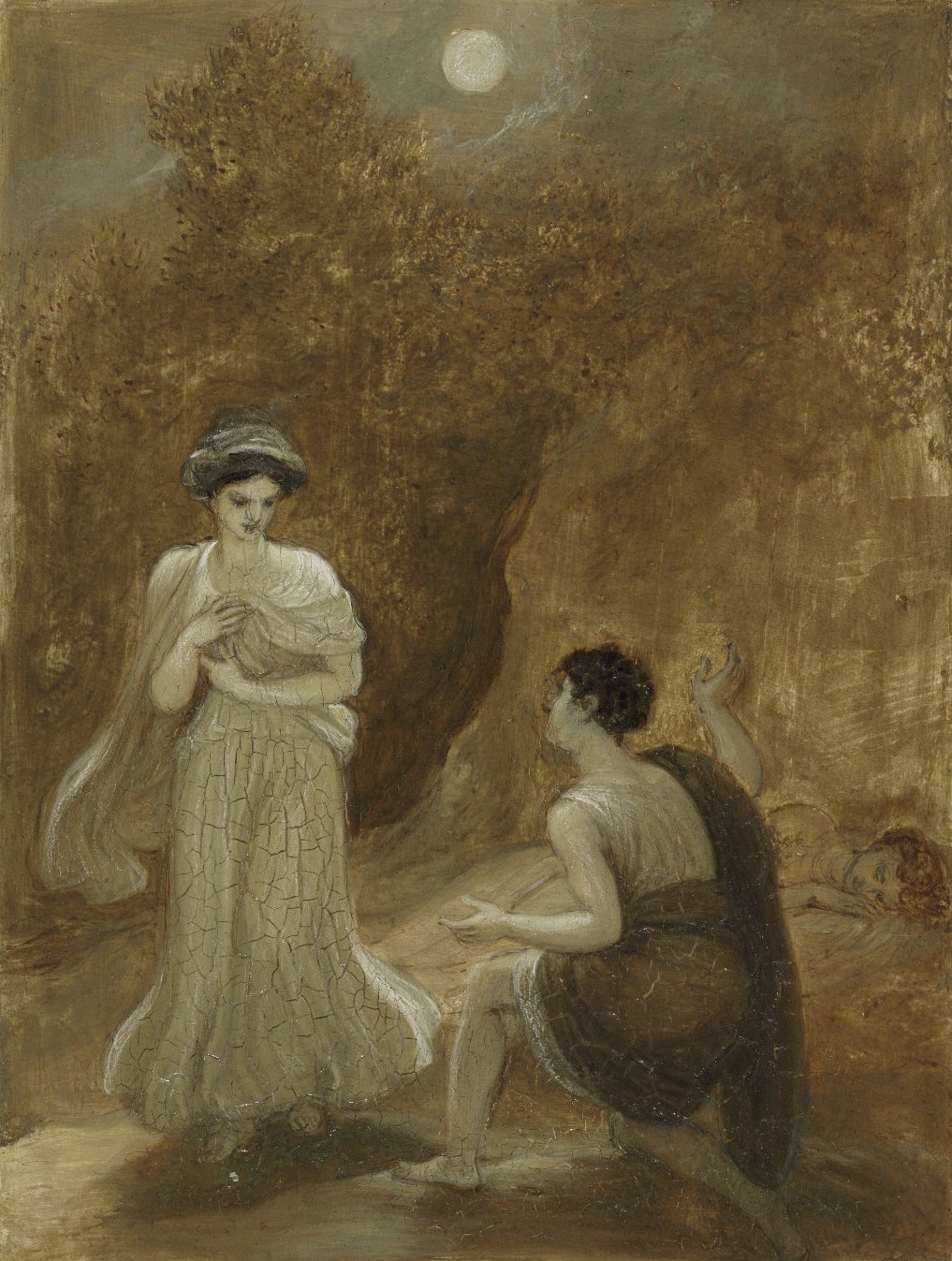
Lysander declaring his passion to Helena (1825) de Robert Smirke (1753–1845), inspirado en A Midsummer's Night's Dream de Shakespeare. La retención de pareja es un problema adaptativo recurrente.

Además de conseguir y atraer pareja, el ser humano necesita retenerla durante cierto tiempo, lo que es especialmente importante en las relaciones de pareja duraderas. Se ha planteado la hipótesis de que los sentimientos de amor han evolucionado para mantener a los humanos en su relación de apareamiento. Se ha demostrado que los sentimientos de amor motivan a los individuos a perseguir a su pareja actual y a alejarse de alternativas, además, proclamar sentimientos de amor aumenta el apego y el compromiso con la pareja actual. Asimismo, cuando se proclama recordando el amor y el compromiso, aumenta en el torrente sanguíneo la oxitocina, una hormona asociada a las actividades de vinculación de la pareja, lo que vincula los indicadores fisiológicos con los comportamientos de retención de la pareja.
A pesar de este vínculo, mantener una relación de pareja puede ser difícil, sobre todo con parejas alternativas. Cuando se les presentan parejas alternativas con un alto valor como pareja, los humanos tienden a ver su relación actual de forma menos favorable, lo que ocurre cuando a los machos se les presentan hembras físicamente atractivas y a las hembras cuando se les presentan machos socialmente dominantes. Sin embargo, existen contramedidas psicológicas a estos procesos; en primer lugar, los individuos que mantienen una relación comprometida tienden a devaluar las opciones de pareja alternativas, por lo que les resultan menos atractivas; segundo, estos individuos no siempre consideran alternativas potenciales, en cambio, prestan menos atención a parejas alternativas y por lo tanto, no pasan por el proceso de devaluación. Estos mecanismos tienden a ocurrir inconscientemente y ayudan al individuo a mantener su relación actual.
Hay varias estrategias que un individuo puede emplear para retener a su pareja; en primer lugar, los individuos deben emplear más estrategias de retención de pareja cuando su es de alto valor, por lo tanto, los hombres con parejas físicamente más atractivas y las mujeres con parejas que tienen más recursos emplean más comportamientos de retención de pareja. Además, para retener a sus parejas, los hombres realizan exhibiciones de recursos y las mujeres mejoran su apariencia física. Finalmente, los celos ayudan a mantener las relaciones, estos están asociados con la amenaza de pérdida de pareja y ayudan a los individuos a realizar comportamientos para mantener a su pareja actual, no obstante, hombres y mujeres difieren en lo que desencadena los celos. Dado que los hombres tienen problemas para confirmar la certeza de la paternidad, se vuelven más celosos que las mujeres por la infidelidad sexual, por otro lado, históricamente las mujeres necesitaban recursos masculinos para la inversión en la descendencia, por lo tanto, se vuelven más celosas por la infidelidad emocional, ya que amenaza la dedicación de recursos a ella y su descendencia.

### Competencia intrasexual

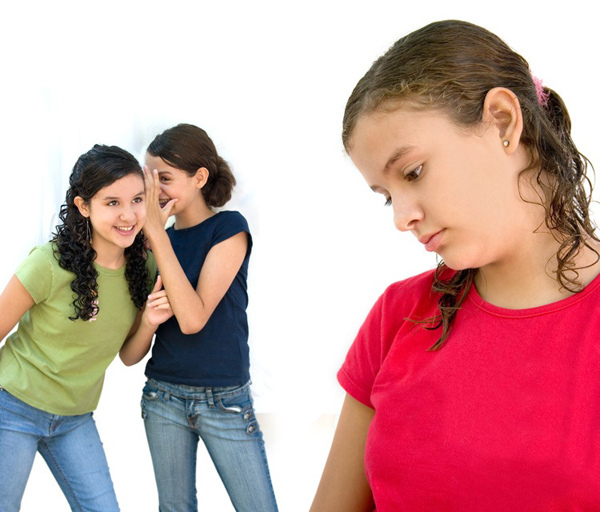
Las chicas y mujeres utilizan la exclusión social como una herramienta de competencia intrasexual por parejas.

Para ambos sexos, un estatus social elevado y un amplio acceso a los recursos son importantes para el éxito evolutivo, pero cada sexo tiene sus propias estrategias para competir contra los miembros de su mismo sexo. Para salvaguardar sus intereses genéticos, las niñas y mujeres tienden a formar alianzas con parientes, afines (familia política) y algunas amigas selectas. En lugar de una competencia directa, las mujeres tienden a disfrazar sus esfuerzos para superar a sus competidoras con el fin de evitar daños físicos y violencia, a menos que ya tengan un alto estatus, en cuyo caso pueden confiar en una mayor protección y acceso a recursos. Otras estrategias incluyen imponer igualdad dentro de un grupo social para minimizar la competencia y excluir a otras mujeres, es decir, competidoras potenciales, de sus círculos sociales.

## Diferencias individuales

### Inventario de Orientación Sociosexual
Del mismo modo que existen diferencias entre los sexos en cuanto a las estrategias de apareamiento, también existen diferencias dentro de los sexos y esa variación dentro de cada sexo es sustancial. Las diferencias individuales en las estrategias de apareamiento se miden comúnmente utilizando el Inventario de Orientación Sociosexual (SOI), un cuestionario que incluye ítems que evalúan el comportamiento sexual pasado, el comportamiento sexual futuro anticipado y la apertura al sexo casual. Puntuaciones más altas en el SOI indican una estrategia de apareamiento sexualmente no restringida, que implica una apertura al sexo casual y más parejas, por el contrario, puntuaciones más bajas indican una estrategia de apareamiento sexualmente restringida, que se centra en un mayor compromiso y menos parejas.
Varios estudios han encontrado que las puntuaciones en el SOI están relacionadas con las preferencias de pareja, con individuos más sexualmente restringidos prefiriendo cualidades personales y parentales en una pareja, como la responsabilidad y lealtad, con individuos menos restringidos prefiriendo cualidades relacionadas con el atractivo físico y la visibilidad social. Otros estudios han mostrado que las puntuaciones del SOI están relacionadas con rasgos de personalidad, es decir, extroversión, erotofilia y baja amabilidad, consumo ostentoso en hombres como medio para atraer mujeres y una mayor asignación de atención visual a rostros atractivos del sexo opuesto.

### Apareamiento a corto plazo contra apareamiento a largo plazo
Los psicólogos evolutivos han propuesto que los individuos adoptan estrategias de apareamiento condicionales en las que ajustan sus tácticas de apareamiento a condiciones ambientales o internas relevantes, lo que se denomina pluralismo estratégico. El concepto de pluralismo sexual sostiene que los humanos no persiguen la misma estrategia de apareamiento todo el tiempo, hay diferentes motivaciones e influencias ambientales que determinan la estrategia de apareamiento que una persona adoptará. Los comportamientos de apareamiento a largo y corto plazo son desencadenados en el individuo por la estrategia que se persigue actualmente, por lo tanto, no solo hay diferencias entre los sexos en el apareamiento a largo y corto plazo, sino también diferencias dentro de los sexos. En la medida en que los hombres de la antigüedad eran capaces de perseguir estrategias de apareamiento a corto plazo con múltiples mujeres, tendían a hacerlo, aun así, no todos los hombres pueden perseguir esta opción. Además, aunque la mayoría de las mujeres persiguen una estrategia de apareamiento a largo plazo, algunas persiguen una estrategia a corto plazo.

#### Diferencias entre hombres
Cuando es posible, los hombres típicamente persiguen una estrategia de apareamiento a corto plazo, la capacidad para hacerlo depende de su valor de pareja, por lo que los hombres con un alto valor de pareja son más propensos a perseguir una estrategia de apareamiento a corto plazo. Se ha demostrado que los hombres con alto valor de pareja tienen relaciones sexuales antes y con mayor frecuencia que los hombres con bajo valor. La autoestima y el atractivo físico han demostrado estar relacionados con los hombres que persiguen una estrategia de apareamiento a corto plazo. Además, los hombres con más testosterona han mostrado perseguir más estrategias a corto plazo.
Sin embargo, no todos los hombres persiguen una estrategia de apareamiento a corto plazo y hay varias razones para esto; primero, el apareamiento a largo plazo tiene sus propias ventajas que ya han sido discutidas; segundo, mientras que los hombres de mayor valor de pareja y estatus tienen oportunidades para perseguir parejas a corto plazo, los hombres de bajo valor de pareja típicamente no tienen las mismas oportunidades. Dado que las mujeres generalmente prefieren estrategias de apareamiento a largo plazo, las pocas que se aparearían a corto plazo ya están emparejadas con los hombres de alto valor de pareja. Además, los beneficios del apareamiento a corto plazo para las mujeres solo se obtienen a través de hombres de alto valor de pareja, por lo tanto, los hombres de bajo estatus son más propensos a perseguir una estrategia de apareamiento a largo plazo.

#### Diferencias entre mujeres
Mientras que los hombres más atractivos tienden a perseguir una estrategia de apareamiento a corto plazo, las mujeres más atractivas tienden a perseguir una estrategia de apareamiento a largo plazo. Además, las mujeres más jóvenes son más propensas a perseguir una estrategia de apareamiento a corto plazo, así como aquellas que no están satisfechas con su pareja actual.
Se ha demostrado que el ciclo ovulatorio influye en la estrategia de apareamiento de la mujer. Durante la fase folicular tardía, las mujeres son las más fértiles durante el ciclo ovulatorio, momento en el que se ha demostrado que las hembras tienden a seguir una estrategia de apareamiento a corto plazo en lugar de a largo plazo. Además, los deseos sexuales femeninos aumentan, así como su atracción hacia hombres más masculinos.
Además, las estrategias de apareamiento femeninas pueden cambiar a lo largo de su vida. A principios de los treinta, las mujeres experimentan un pico en el deseo sexual, a su vez, este aumento influye en que las mujeres persigan una estrategia más orientada a largo o corto plazo dependiendo del valor de pareja de su pareja actual.

### Plasticidad en el apareamiento
La investigación sobre la naturaleza condicional de las estrategias de apareamiento ha revelado que las preferencias de apareamiento a largo y corto plazo pueden ser bastante plásticas. Tras la exposición a señales que habrían afectado el apareamiento en el antepasado, tanto hombres como mujeres parecen ajustar sus preferencias de apareamiento de maneras que habrían mejorado históricamente su aptitud; tales señales incluyen la necesidad de cuidar a los jóvenes, el peligro de animales u otros humanos y la disponibilidad de recursos. Además, hay evidencia de que el impulso sexual femenino es más plástico que el masculino, porque son el sexo que selecciona, dado que las mujeres típicamente eligen cuándo y con quién tener relaciones sexuales, esta plasticidad en el impulso sexual podría ser un efecto de la elección de pareja femenina.

### Asexualidad
Aunque la falta general de atracción sexual (asexualidad) ha sido tradicionalmente vista como un problema a rectificar, la investigación desde la década de 2010 ha puesto en duda esta perspectiva. La investigación sobre cómo las personas asexuales forjan relaciones sociales, incluidas las románticas, está en curso.

## Factores medioambientales

### Cultura
Los psicólogos evolutivos han estudiado diversas estrategias e influencias ambientales en diferentes culturas, confirmando que los hombres tienden a valorar más la juventud y el atractivo físico en una pareja, mientras que las mujeres priorizan la ambición y el estatus social. El papel específico de la cultura en la modulación de estas diferencias de género en las preferencias de pareja es objeto de debate. Las variaciones culturales en las preferencias de pareja pueden atribuirse a las diferencias evolutivas entre hombres y mujeres dentro de una cultura específica.
La cultura también está vinculada a las estrategias de apareamiento a través de los sistemas matrimoniales. En particular, la presencia de patógenos se ha relacionado con la probabilidad de que una sociedad adopte sistemas matrimoniales polígamos o monógamos. Las culturas con alta prevalencia de patógenos tienden a tener sistemas matrimoniales polígamos, especialmente poligamia exogámica. Esto beneficia a ambos sexos, ya que los hombres obtienen mayor diversidad genética para su descendencia y las mujeres acceden a hombres saludables, que suelen ser escasos en sociedades con alta carga de patógenos. Por el contrario, la monogamia es menos común en entornos con alta prevalencia de patógenos, pero predomina en aquellos con baja prevalencia.
Dado que el atractivo físico se considera una señal de salud y resistencia a enfermedades, los psicólogos evolutivos han predicho que en sociedades con alta prevalencia de patógenos, las personas valoran más el atractivo en una pareja. La investigación confirma que la prevalencia de patógenos está asociada con una mayor preferencia por el atractivo físico en diversas naciones. Las mujeres en países con alta prevalencia de patógenos también muestran una mayor preferencia por la masculinidad facial. Además, se ha razonado que el contacto sexual con múltiples individuos aumenta el riesgo de transmisión de enfermedades, lo que eleva los costos de seguir una estrategia de apareamiento a corto plazo. En consecuencia, una mayor prevalencia de patógenos se asocia con puntuaciones nacionales más bajas en el Inventario de Orientación Sociosexual. Por último, varios estudios han descubierto que la manipulación experimental de la importancia de las enfermedades tiene una influencia causal sobre las preferencias de atractivo y las puntuaciones de SOI en las direcciones previstas.

### Proporción de sexos

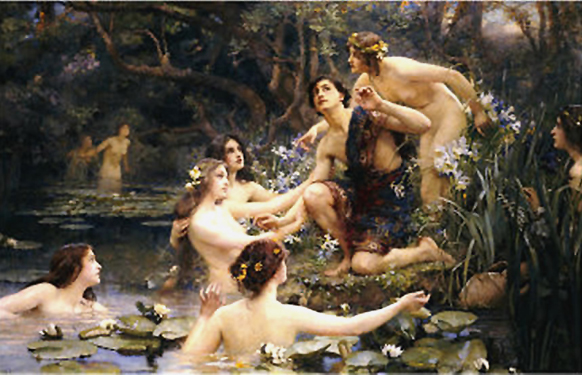
Hylas and the Water Nymphs (1909) de Henrietta Rae. La proporción de sexos operativa influye en las estrategias de apareamiento.

La proporción de sexos operativa local, definida como la relación entre hombres y mujeres en edad de casarse, impacta las estrategias de apareamiento. Una proporción alta indica más hombres, mientras que una baja refleja más mujeres. Cuando hay un desequilibrio, el sexo menos abundante tiene más opciones y el sexo más abundante debe competir estratégicamente por el sexo escaso, enfocándose en los atributos que este valora. Además, el sexo abundante tiende a adoptar la estrategia de apareamiento del sexo escaso. En poblaciones con una proporción baja, las mujeres adoptan estrategias de apareamiento a corto plazo y compiten intensamente en atractivo físico; por el contrario, en sociedades con una proporción alta, los hombres optan por estrategias a largo plazo para atraer mujeres. Por ejemplo, en áreas metropolitanas de China, donde las mujeres son escasas, estas tienen más probabilidades de encontrar pareja, mientras que muchos hombres quedan excluidos del mercado de citas, en cambio, en lugares como Manhattan o campus universitarios occidentales, donde las mujeres son más numerosas, compiten intensamente por la atención masculina, fomentando la cultura del ligue y sitios web de citas a corto plazo como Tinder.
En 2005, el psicólogo evolutivo David Schmitt realizó una encuesta multinacional sobre actitudes y comportamientos sexuales, el International Sexual Description Project, en 48 países. Schmitt evaluó las relaciones entre variables a nivel social y las puntuaciones promedio del SOI. La proporción de sexos operativa predijo significativamente las puntuaciones nacionales del SOI, mostrando una correlación positiva. Otra variable fue la necesidad de cuidado biparental. En sociedades donde el cuidado de ambos padres es crucial para la supervivencia de la descendencia, los costos de tener relaciones sexuales con una pareja no comprometida son altos. Schmitt encontró correlaciones negativas significativas entre índices de necesidad de cuidado biparental, como mortalidad infantil, malnutrición infantil y bebés con bajo peso al nacer, y las puntuaciones nacionales del SOI.

### Ingresos, educación y empoderamiento individual
En tiempos de crisis económica, las mujeres son reacias a comprometerse a largo plazo con hombres de bajo estatus y los hombres retrasan el matrimonio para acumular recursos suficientes para atraer atención, esto reduce las tasas de matrimonio y natalidad. Dado que las mujeres pueden tener menos hijos a lo largo de su vida que los hombres, en condiciones económicas adversas tienden a priorizar las tareas domésticas sobre sus carreras para proteger sus intereses genéticos, reforzando los roles de género tradicionales.

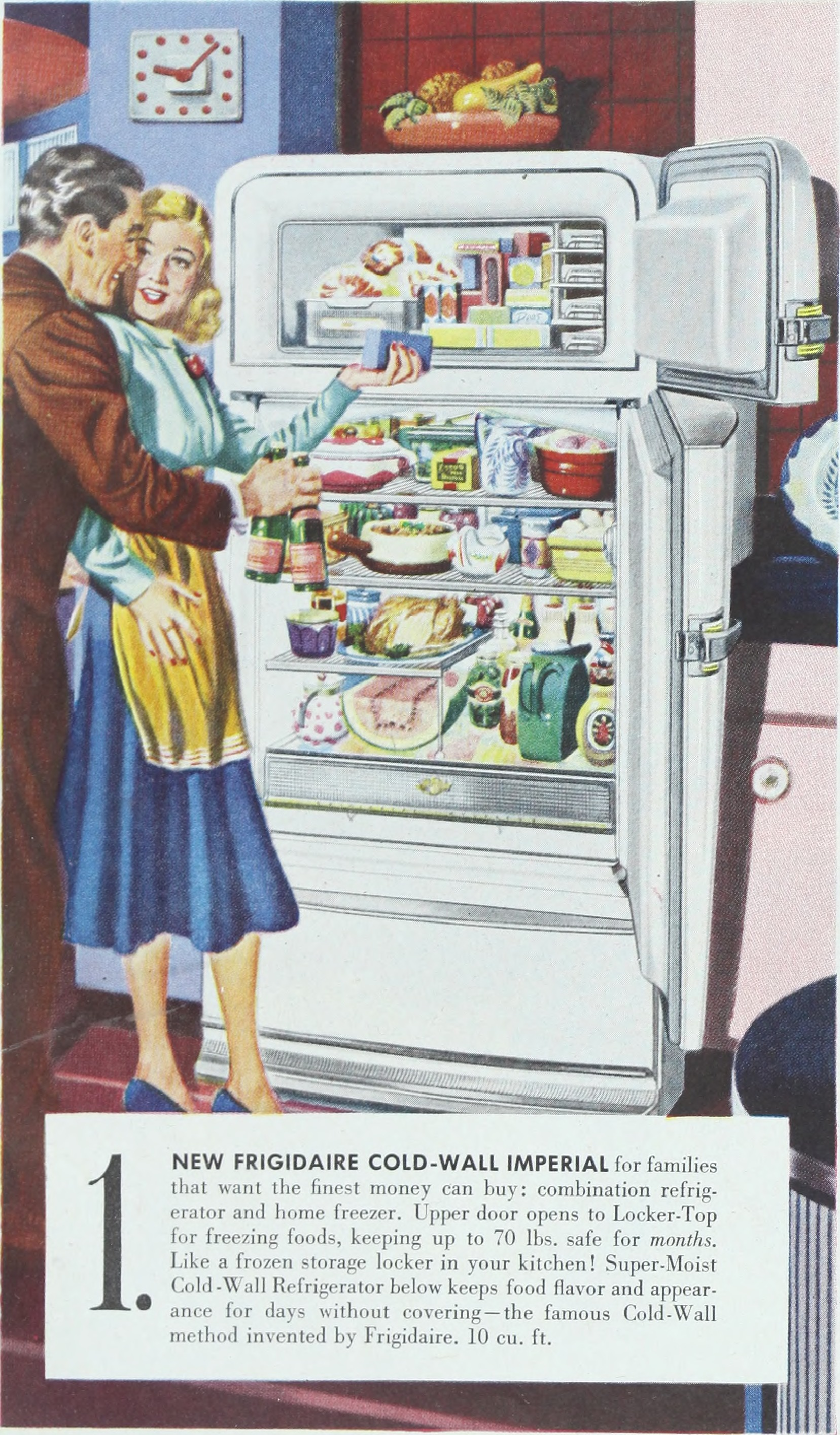
Los avances tecnológicos han reducido la importancia de las habilidades domésticas en una pareja potencial.

Históricamente, el matrimonio era la mejor opción para independizarse de los padres y las personas se casaban jóvenes tras cortos períodos de cortejo. En la sociedad moderna, con mayor independencia de los padres, las personas esperan más para encontrar una pareja ideal o "alma gemela". Como resultado, la edad promedio del primer matrimonio ha aumentado y muchas personas optan por permanecer solteras. En países como Japón, donde pocos niños nacen fuera del matrimonio, aquellos que no desean tener hijos tienden a no casarse.
Algunas diferencias de género en las preferencias de pareja pueden atenuarse por los niveles nacionales de equidad de género y empoderamiento de género, por ejemplo, a medida que las mujeres acceden a más recursos, sus preferencias de pareja cambian. Mientras que en el pasado las mujeres necesitaban casarse para asegurar su estabilidad financiera, las mujeres modernas pueden lograrlo por sí mismas, lo que les permite establecer estándares altos para sus parejas potenciales. Encontrar una pareja con acceso a recursos materiales se vuelve menos prioritario en comparación con alguien con habilidades domésticas y capacidad de brindar apoyo emocional. Como explica el sociólogo Philip Cohen, "es una ventaja no necesitar casarse, en términos económicos o de presión social. Las personas pueden mejorar su estatus profesional y felicidad en sus propios términos y establecer las condiciones para futuras parejas." Estos hallazgos sugieren que el atractivo físico femenino y el acceso masculino a recursos son "necesidades" en una pareja, mientras que otras cualidades, como el humor, se consideran "lujos".
En la era moderna, la disponibilidad de anticonceptivos confiables ha disociado la relación entre el sexo y la reproducción. Además, el acceso a la píldora anticonceptiva oral combinada ha demostrado influir en las preferencias de las mujeres hacia los hombres, ya que las mujeres que no usan la píldora prefieren hombres con genes del complejo mayor de histocompatibilidad (CMH) diferentes a los suyos, mientras que las que la usan encuentran más atractivos a hombres con genes CMH similares.
Desde finales del siglo XX, los matrimonios en el mundo desarrollado se han vuelto menos estables, los divorcios son más comunes y muchas personas optan por permanecer solteras. Además, a medida que las culturas se vuelven más individualistas, el apoyo público a los roles de género tradicionales disminuye, el matrimonio se percibe cada vez más como una opción, no como una obligación. Desde la década de 1960, el matrimonio ha dejado de centrarse principalmente en la crianza de hijos para priorizar la realización de los adultos. Además, ni las madres trabajadoras ni la monoparentalidad (lo que antes se llamaba ilegitimidad) estaban condenadas al ostracismo social como antes, al menos en el mundo occidental. Aunque las tasas de matrimonio han disminuido, la convivencia ha aumentado, ayudando a evaluar la compatibilidad de una pareja antes del matrimonio. Sin embargo, una mayoría significativa considera que el matrimonio es innecesario para una vida plena o feliz, aunque permanecen abiertos a la posibilidad. Por su parte, los hombres casados son cada vez menos propensos a interrumpir las carreras de sus esposas. A finales del siglo XX, los hombres también comenzaron a buscar mujeres con alto potencial de ingresos, intensificando el apareamiento selectivo por educación y economía, el aumento de la participación femenina en la fuerza laboral y en la educación universitaria ha equilibrado las expectativas matrimoniales de ambos sexos, incrementando los matrimonios entre personas del mismo nivel educativo. Asimismo, las parejas donde ambos cónyuges tienen al menos un título universitario ganan significativamente más que el promedio nacional, mientras que aquellas con menor educación no alcanzan este nivel, esto crea un incentivo económico para buscar parejas con igual o mayor nivel educativo, lo que, aunque mejora la igualdad de género en el hogar, amplía la desigualdad de ingresos. Los avances tecnológicos, como el refrigerador y la lavadora, han reducido el tiempo dedicado a las tareas domésticas, disminuyendo la importancia de las habilidades domésticas.

## Impacto de y en la cultura

### Comportamiento adolescente

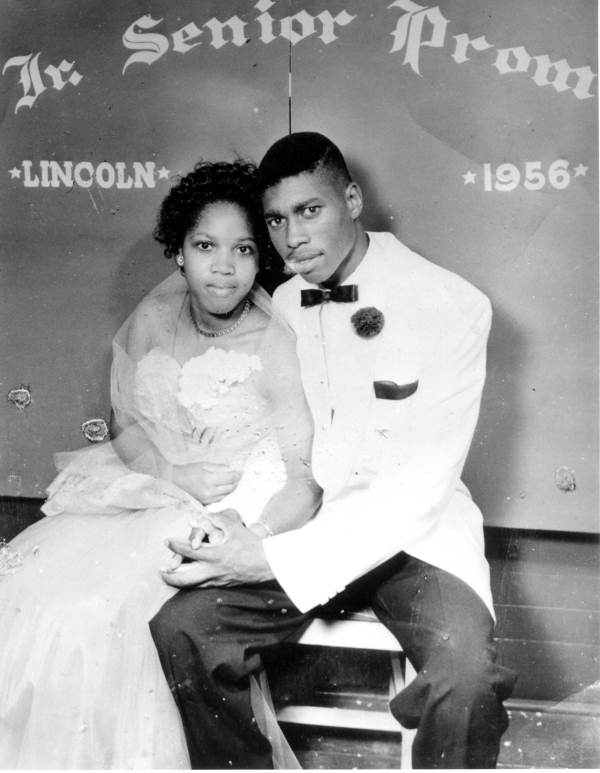
Para las mujeres, la adolescencia tardía es un período crítico para determinar su éxito reproductivo.

Desde una perspectiva neurológica, las tendencias de los adolescentes a ser emocionales, impulsivos y asumir riesgos elevados se deben a que el sistema límbico que se encarga del pensamiento emocional, se desarrolla más rápido que la corteza prefrontal, responsable razonamiento lógico. Desde el punto de vista evolutivo, este desajuste es adaptativo en el sentido de que ayuda a los jóvenes a conectar con otras personas, al ser emocionales y a aprender a manejar las complejidades de la vida, al asumir riesgos y ser más sensibles a las recompensas. Como resultado, los adolescentes son más propensos a experimentar miedo, ansiedad y depresión que los adultos. Para atraer parejas potenciales, los hombres adolescentes tienden a asumir riesgos y mostrar su atletismo, mientras que las mujeres se enfocan en resaltar su belleza. Los hombres jóvenes, con la mayor varianza reproductiva, toman más riesgos que cualquier otro grupo, tanto en experimentos como en observaciones. Al asumir riesgos, los hombres señalan cualidades relacionadas con la capacidad de proveer y proteger a su familia, como habilidad física, buen juicio o valentía. La dominancia social, la confianza y la ambición ayudan en la competencia con otros hombres, mientras que la riqueza puede mitigar los costos del fracaso. Además, rasgos como la valentía y la destreza física son valorados por socios cooperativos en contextos de caza grupal o guerra, ampliando la audiencia de los que asumen riesgos. Este comportamiento arriesgado y agresivo en hombres adolescentes y jóvenes se conoce como el "síndrome del hombre joven". Su autoestima está ligada a ser percibido como un "hombre de verdad" y su probabilidad de cometer o ser víctima de un crimen violento alcanza su punto máximo entre los últimos años de adolescencia y los veinte años. Las mujeres jóvenes, por su parte, enfrentan una fuerte presión de sus pares para ser físicamente atractivas, lo que puede generar problemas de imagen corporal. El vínculo de una adolescente o joven con su primera pareja sexual suele ser profundo. En ambos sexos, la competencia intrasexual intensa, los enamoramientos amorosos y la experimentación sexual son comunes durante la adolescencia.
La investigación psicológica indica la existencia de un "bache de reminiscencia" entre los 10 y los 30 años, un período clave en el desarrollo humano donde las personas reciben retroalimentación significativa sobre su estatus social y deseabilidad reproductiva. Debido a las diferencias de género en las estrategias de apareamiento, es más difícil para una mujer alterar el curso de su carrera reproductiva que para un hombre. Las mujeres no solo maduran más rápido, sino que históricamente eran más propensas a casarse y tener su primer hijo antes de los 20 años. Por ello, desde una perspectiva evolutiva, es crucial que una joven encuentre una pareja de alta calidad en la adolescencia tardía.
Mientras que los humanos de la antigüedad vivían en pequeños grupos de personas emparentadas de todas las edades, los estudiantes de secundaria modernos comparten un entorno social con personas de su misma edad y diversos orígenes, una novedad evolutiva. En el pasado, la competencia social durante la adolescencia era crucial para el éxito social y reproductivo futuro, lo que explica el fuerte deseo de ser popular. Hoy, es posible mudarse o cambiar de escuela, pero la curiosidad por comparar la vida de otros persiste. Los adolescentes también son bastante conformistas con respecto a sus iguales, ya que en condiciones anteriores, el exilio social solía ser mortal. En la sociedad del siglo XXI, los jóvenes que se rebelan contra la cultura dominante o figuras de autoridad tienden a homogeneizarse dentro de su propia subcultura, comportándose de manera opuesta a cualquier pretensión de contracultura. Esta sincronización se produce incluso cuando hay más de dos opciones disponibles, como múltiples estilos de barba en lugar de si se quiere llevar barba o no. El matemático Jonathan Touboul, que estudia cómo la propagación de información afecta el comportamiento humano, llama a esto el "efecto hipster".

### Psicología del consumo
Según el psicólogo Gad Saad, el comportamiento del consumidor solo puede entenderse plenamente desde la psicología evolutiva, ya que está "arraigado en una herencia biológica compartida basada en cuatro factores darwinianos clave, que son la supervivencia, la reproducción, la selección de parientes y el altruismo recíproco. En consecuencia, los productos que pueden manipular o mejorar el olor corporal de una persona por medio de perfumes y desodorantes o su aspecto mediante cosméticos y cirugías plásticas son negocios rentables. En Brasil, a finales del siglo XX, había más personas vendiendo cosméticos Avon que miembros en las fuerzas armadas. En Estados Unidos, se gastaba más en cosméticos y cirugías plásticas que en educación o servicios sociales.
Una forma de señalar el estatus socioeconómico es el consumo ostentoso, donde los individuos compran artículos de lujo que ofrecen poca o ninguna utilidad sobre versiones menos costosas, priorizando la autopromoción sobre el sentido económico. Este comportamiento es común en todas las clases sociales y suele implicar una planificación estratégica para maximizar la audiencia y la fuerza de la señal. La mayoría de las explicaciones de consumo ostentoso predicen que las señales están dirigidas principalmente a parejas potenciales. En los hombres, la señal trasciende la calidad genética y muestra el potencial de inversión, atractivo para estrategias de apareamiento tanto a corto como a largo plazo. En las mujeres, el consumo ostentoso puede demostrar el compromiso de su pareja y señalar la calidad de la pareja a rivales, ayudando en la competencia intrasexual y disuadiendo la apropiación de parejas. El consumo ostentoso también es útil fuera del contexto de apareamiento, atrayendo socios cooperativos que se benefician de la capacidad del emisor para conferir ventajas. También puede intimidar a rivales, reduciendo la competencia directa por recursos. Su prevalencia en diversas culturas y clases sociales sugiere que los humanos están bien adaptados para equilibrar los costos y beneficios de esta señal.
La idea de que "el sexo vende" es ampliamente aceptada y utilizada por los anunciantes. Sin embargo, algunas culturas, como Francia, son más receptivas a la publicidad sexual que otras, como Corea del Sur.

### Periodismo sensacionalista y cotilleo

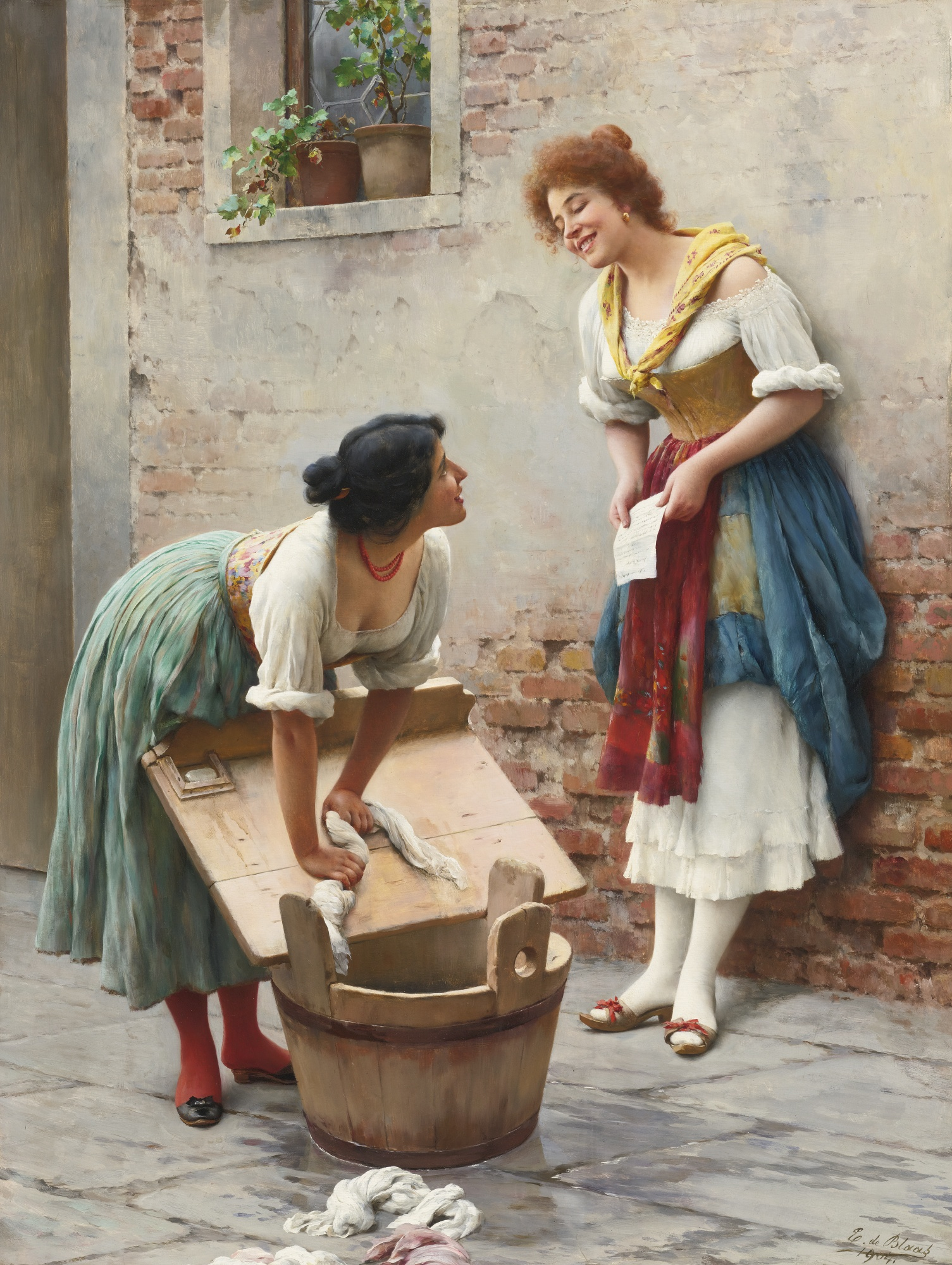
Sharing the News (1904) de Eugene de Blaas. Las noticias sensacionalistas pueden cumplir la misma función que el cotilleo.

A pesar de las objeciones, las noticias sensacionalistas siguen atrayendo a una gran audiencia. Un análisis realizado en 2003 por Hank Davis y S. Lyndsay McLeod de 736 historias entre 1700 y 2001 revela que estas historias podrían clasificarse según temas con valor reproductivo, como la detección de infieles y el trato a la prole; Davis y McLeod proponen que el periodismo sensacionalista cumple la misma función que el cotilleo. El cotilleo implica compartir información positiva o negativa sobre una tercera persona, ausente o presente y es útil para obtener información sobre la estructura social, rivales y aliados. También se usa en la competencia intrasexual, denigrando a rivales para elevarse, con hombres cotilleando sobre acceso a recursos, riqueza y logros o mujeres sobre apariencia y reputación. Las mujeres son más propensas a cotillear y a percibirlo positivamente que los hombres y gran parte del cotilleo se centra en asuntos sociales. Según Frank T. McAndrew, las mismas razones psicológicas que sustentan el cotilleo tradicional se trasladan al cotilleo sobre "celebridades" en el mundo moderno, ya que, en la escala evolutiva, la cultura de las celebridades es un fenómeno reciente.

### Novelas románticas,fanfictiony pornografía
Según la definición de la Romance Writers of America, una novela romántica se caracteriza por presentar "una historia de amor central y un final emocionalmente satisfactorio y optimista", muchas de estas obras incluyen matices eróticos. Según la misma organización, sólo una minoría de los lectores de este género son varones. Los psicólogos evolutivos han obtenido valiosas perspectivas sobre las preferencias de pareja de las mujeres al analizar novelas románticas populares, como las publicadas por Harlequin. Las novelas románticas femeninas contemporáneas reflejan estrategias comunes entre las mujeres, como evitar relaciones a corto plazo, alineándose con sus intereses genéticos. Las cinco palabras más frecuentes en estas novelas, de mayor a menor, son: "amor", "novia", "bebé", "hombre" y "matrimonio". Los temas más recurrentes incluyen compromiso, reproducción, hombres de alto valor (es decir, masculinos) y recursos. Cada año, en Estados Unidos, se publican aproximadamente 10,000 nuevos títulos de novelas románticas, lo que demuestra su gran popularidad.
El fanfiction es el equivalente en línea de las novelas románticas. Durante las primeras dos décadas del siglo XXI, la escritura y lectura de fanfiction se convirtieron en actividades predominantes a nivel mundial. Datos demográficos de diversos repositorios indican que la mayoría de los lectores y escritores de fanfiction son jóvenes, en su mayoría adolescentes y veinteañeros y predominantemente mujeres. Por ejemplo, un análisis de fanfiction.net publicado en 2019 por las científicas de datos Cecilia Aragon y Katie Davis reveló que en los últimos 20 años, se añadieron aproximadamente 60 mil millones de palabras por 10 millones de personas de habla inglesa, con una edad media de 15 años. Gran parte del fanfiction se centra en emparejamientos románticos de personajes ficticios, conocidos como "shipping". Los escritores de fanfiction se inspiran en fenómenos culturales internacionales como K-pop, Star Trek, Harry Potter, Doctor Who y My Little Pony, conocidos como "canon", así como en otros temas relevantes para sus vidas, como desastres naturales. Los hombres socialmente dominantes, los llamados "machos alfa", son los más populares entre las mujeres.
Por el contrario, los hombres tienden a interesarse más en la pornografía, ya que esta presenta señales de fertilidad femenina que buscan en condiciones de apareamiento. La pornografía en línea es ahora ubicua y ampliamente consumida. En su libro A Billion Wicked Thoughts (2011), los científicos cognitivos Ogi Ogas y Sai Gaddam analizaron resultados de motores de búsqueda y escribieron que "el cerebro de los hombres está diseñado para cosificar a las mujeres. Las curvas torneadas de la ornamentación femenina indican cuántos años de maternidad saludable le quedan a una mujer a lo largo de toda su vida". Dejando que sus sujetos de prueba vieran materiales eróticos de diversos tipos (sexo heterosexual, sexo gay y bonobos), la sexóloga Meredith Chivers descubrió una excelente concordancia entre la excitación autodeclarada de los hombres y la cantidad de flujo sanguíneo que llegaba a sus genitales; los hombres sólo se excitaban con vídeos de sexo heterosexual. Sin embargo, Chivers encontró una discrepancia clara entre los reportes de las mujeres y las mediciones de sus dispositivos. Aunque las mujeres parecían excitarse fácilmente con videos de las tres categorías, el aumento del flujo sanguíneo por sí solo no era suficiente para inducir excitación. Esto parece corresponder a las diferencias en los comportamientos de apareamiento entre hombres y mujeres.

### Música, cine y televisión

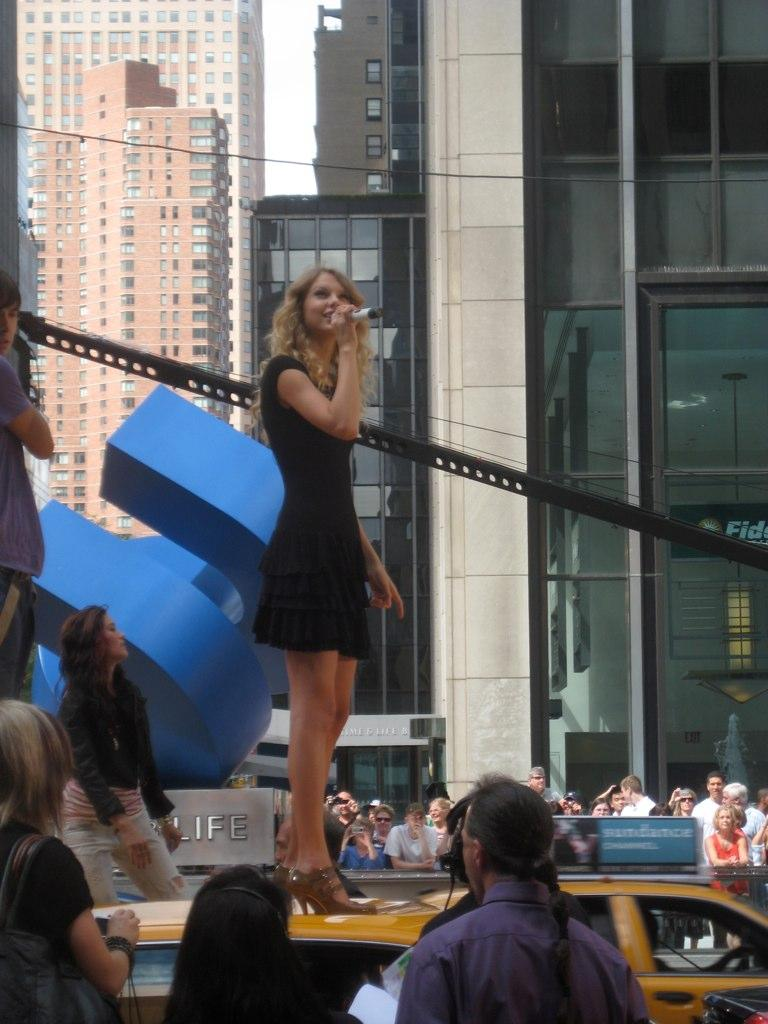
Mientras que la música popular está llena de mensajes reproductivos, aún se debate si el talento musical es un rasgo seleccionado sexualmente o un subproducto de otras características evolucionadas.

Un estudio de 2011 realizado por Dawn R. Hobbs y Gordon G. Gallup sobre canciones de los últimos cuatro siglos muestra que los mensajes reproductivos han sido un tema común en las canciones más populares. Hobbs y Gallup observan que su análisis del contenido de estos mensajes reveló 18 temas reproductivos que parecen sacados del esquema de un curso de psicología evolutiva. La gran mayoría (alrededor del 92%) de las canciones que llegaron al Top 10 de Billboard en 2009 contenían mensajes reproductivos. Además, los análisis mostraron que las canciones más vendidas en las tres listas presentaban significativamente más mensajes reproductivos que aquellas que no alcanzaron el Top 10. Entre las canciones en inglés contemporáneas, la música country tiende a enfocarse en el compromiso, la crianza y el rechazo; la música pop en el atractivo sexual, la reputación, las estrategias a corto plazo y la garantía de fidelidad; el R&B y el hip hop en el atractivo sexual, los recursos, el acto sexual y el estatus.
Hobbs y Gallup clasificaron los mensajes reproductivos de las canciones en 18 categorías, incluyendo genitales, por ejemplo, "Baby Got Back" (1992) de Sir Mix-A-Lot), exhibiciones de cortejo y apareamiento a largo plazo; "I Wanna Hold Your Hand" (1963) de The Beatles, apareamiento a corto plazo; "LoveGame" (2009) de Lady Gaga, juegos previos y excitación; "Sugar, Sugar" (1969) de The Archies, acto sexual; "Honky Tonk Women" (1969) de The Rolling Stones, destreza sexual; "Sixty Minute Man" (1951) de Billy Ward and the Dominoes, promiscuidad, reputación y denigración; "Roxanne" (1978) de The Police, compromiso y fidelidad; "Love Story" (2008) de Taylor Swift, acceso a recursos; "For the Love of Money" (1973) de The O'Jays, rechazo; "Red Light" (2009) de David Nail, infidelidad, detección de engaño y robo de pareja; "I Heard It Through the Grapevine" (1966) de Marvin Gaye y "It Won't Be Like This For Long" (2008) de Darius Rucker, crianza.
Sin embargo, el propósito evolutivo de la música, si es que existe, sigue siendo incierto. Investigadores como Charles Darwin y Geoffrey Miller proponen que es una forma de cortejo que ha evolucionado mediante selección sexual. Por otro lado, académicos como Steven Pinker y Gary Markus lo rechazan, considerándolo un "pastel auditivo", es decir, una invención cultural que es un subproducto de rasgos evolucionados como la cognición y el lenguaje.
Un patrón similar se encuentra en las películas populares, donde los temas de supervivencia con batallas épicas, reproducción con cortejos, selección de parentesco y altruismo al salvar la vida de un extraño son omnipresentes, de hecho, como en el caso de las novelas o la mitología, el número de tramas básicas es bastante reducido. Sin embargo, aunque en muchas películas e historias se parte de la base de que la gente quiere casarse o al menos, desea una pareja duradera, esto no es necesariamente cierto en la vida real.

### Citas en línea
Los servicios de citas en línea han facilitado mucho que personas que de otro modo nunca se conocerían porque sus círculos sociales no se cruzan, se encuentren y busquen una relación romántica juntos. Estas plataformas son especialmente útiles para personas de mediana edad que tienen menos opciones en la vida real en comparación con aquellos en sus 20 años. Las parejas del mismo sexo tienen una mayor probabilidad de haberse conocido en línea en comparación con las parejas heterosexuales. Estas plataformas también proporcionan valiosa información para los científicos sociales que estudian el comportamiento de apareamiento humano. Sin embargo, hasta 2017, no se identificaron nuevos patrones; por el contrario, los científicos solo han encontrado un refuerzo de los estereotipos de género, como la atención al estatus socioeconómico de una posible pareja entre las mujeres, la preferencia por la juventud y la belleza entre los hombres y la autodescripción deliberadamente engañosa entre ambos sexos. Ya no es necesario que las personas en busca de pareja se limiten a sus propios entornos, aunque en la práctica, los datos aún indican un apareamiento selectivo.
Las preocupaciones de que las citas en línea hagan a las personas más "superficiales" al incentivar juicios basados en la apariencia son infundadas, ya que este es el comportamiento humano habitual. Además, mientras que algunos sitios de citas en línea están orientados a relaciones sexuales a corto plazo, otros están diseñados para ayudar a quienes buscan una relación a largo plazo, incluido el matrimonio. Los individuos que persiguen esta última opción no son menos exitosos en encontrar parejas adecuadas.

### Política y religión
En general, la emoción del asco se puede dividir en tres categorías, que son el asco patógeno, el asco sexual y el asco moral. El asco sexual lleva a evitar individuos y comportamientos que comprometan el éxito del apareamiento a largo plazo. El asco moral es la repulsión por comportamientos socialmente anormales.
Algunos psicólogos evolutivos han argumentado que las estrategias de apareamiento pueden influir en las actitudes políticas. Según esta perspectiva, las diferentes estrategias de apareamiento están en conflicto estratégico directo. Por ejemplo, la estabilidad de las parejas a largo plazo puede verse amenazada por la disponibilidad de oportunidades sexuales a corto plazo. Por lo tanto, las medidas de política pública que imponen costos al sexo casual pueden beneficiar a las personas que persiguen estrategias de apareamiento a largo plazo al reducir la disponibilidad de oportunidades de apareamiento a corto plazo fuera de las relaciones comprometidas. Una medida de política pública que impone costos a las personas que persiguen estrategias de apareamiento a corto plazo y que por lo tanto puede atraer a individuos sexualmente restringidos, es la prohibición del aborto. En una disertación doctoral, el psicólogo Jason Weeden realizó análisis estadísticos en conjuntos de datos públicos y universitarios que apoyan la hipótesis de que las actitudes hacia el aborto están más fuertemente predichas por variables relacionadas con el apareamiento que por variables relacionadas con la santidad de la vida.
Weeden y sus colegas también han argumentado que las actitudes hacia la legalización de las drogas están impulsadas por diferencias individuales en las estrategias de apareamiento. En la medida en que los individuos sexualmente restringidos asocian el uso recreativo de drogas con la promiscuidad, pueden estar motivados para oponerse a la legalización de las drogas. Consistente con esto, un estudio encontró que el predictor más fuerte de las actitudes hacia la legalización de las drogas fue la puntuación en el SOI. Esta relación se mantuvo fuerte incluso cuando se controlaron los rasgos de personalidad, la orientación política y los valores morales. Por el contrario, las variables no sexuales típicamente asociadas con las actitudes hacia la legalización de las drogas se atenuaron o eliminaron fuertemente cuando se controlaron el SOI y otras medidas relacionadas con la sexualidad. Estos hallazgos se replicaron en Bélgica, Japón y los Países Bajos. Weeden y sus colegas han realizado argumentos similares y han llevado a cabo análisis similares con respecto a la religiosidad; es decir, las instituciones religiosas pueden funcionar para facilitar estrategias de apareamiento y reproducción monógamas de alta fertilidad.
Por otro lado, hay evidencia de que a medida que una sociedad se vuelve más rica, urbanizada y secular, la religión se vuelve cada vez menos relevante en el papel de emparejamiento.